# Tampere

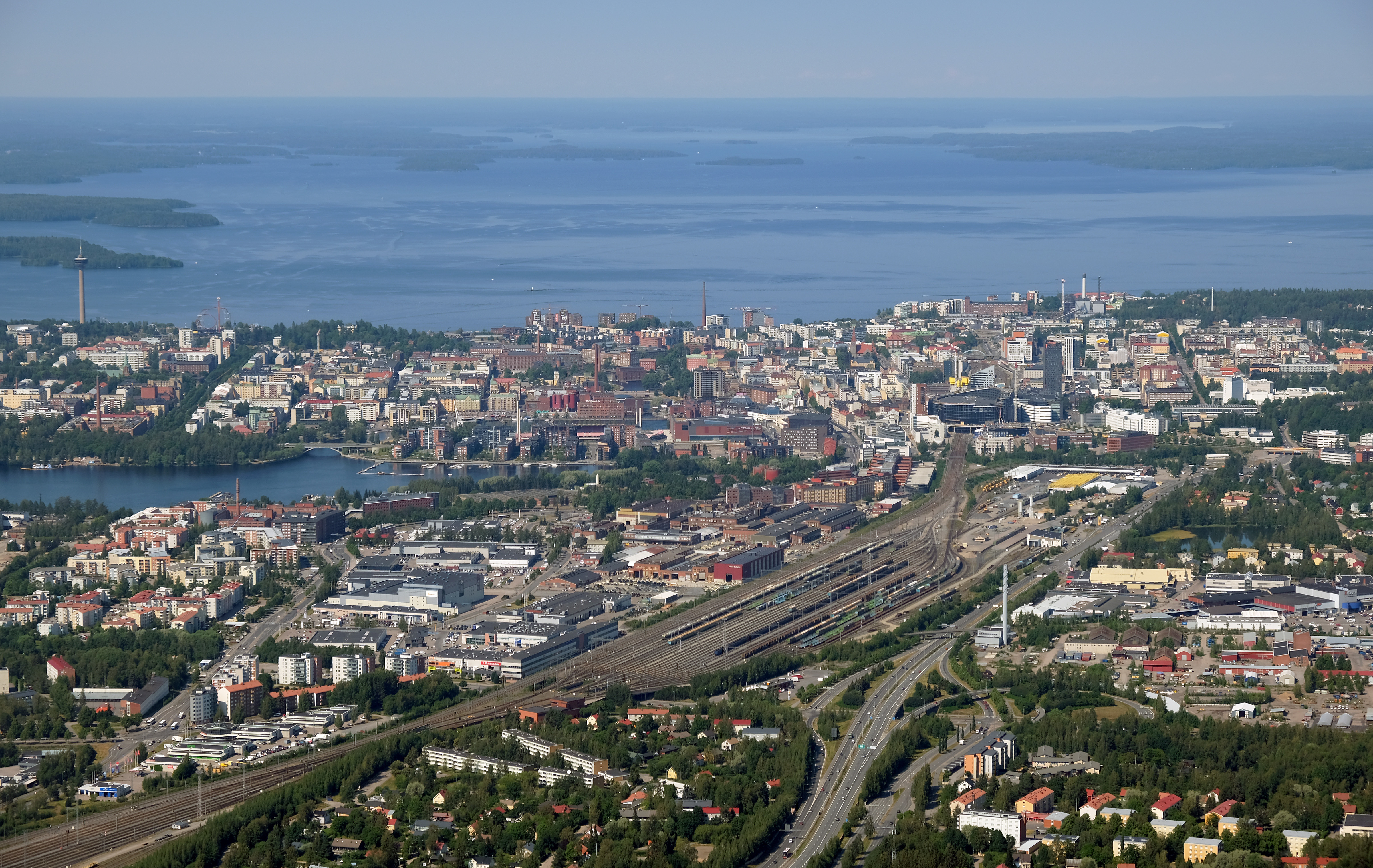
Ansicht von Tampere

Tampere (finnisch [ˈtɑmpere] ⓘ, schwedisch Tammerfors [tammɛrˈfɔrs] ⓘ) ist eine Großstadt im südwestlichen Finnland. Mit 249.009 Einwohnern ist Tampere die größte Stadt der Region Pirkanmaa und drittgrößte Stadt des Landes (nach Espoo, das zur Agglomeration Helsinki gehört). Wegen ihrer vielseitigen Industrie wird sie häufig auch „Manchester des Nordens“ genannt (finnischer Spitzname: Manse).
Im Ballungsraum Tampere beträgt die Einwohnerzahl 330.711 (Stand: 31. Dezember 2016).
Tampere ist die größte nicht am Meer liegende Stadt der Nordischen Länder.

## Geographie

### Geographische Lage
Tampere liegt zwischen zwei Seen, dem Näsijärvi und dem Pyhäjärvi. Die Seen haben einen Niveauunterschied von 18 Metern und werden durch die 945 Meter lange Tammerkoski-Stromschnelle verbunden, die als Energiequelle genutzt wird.

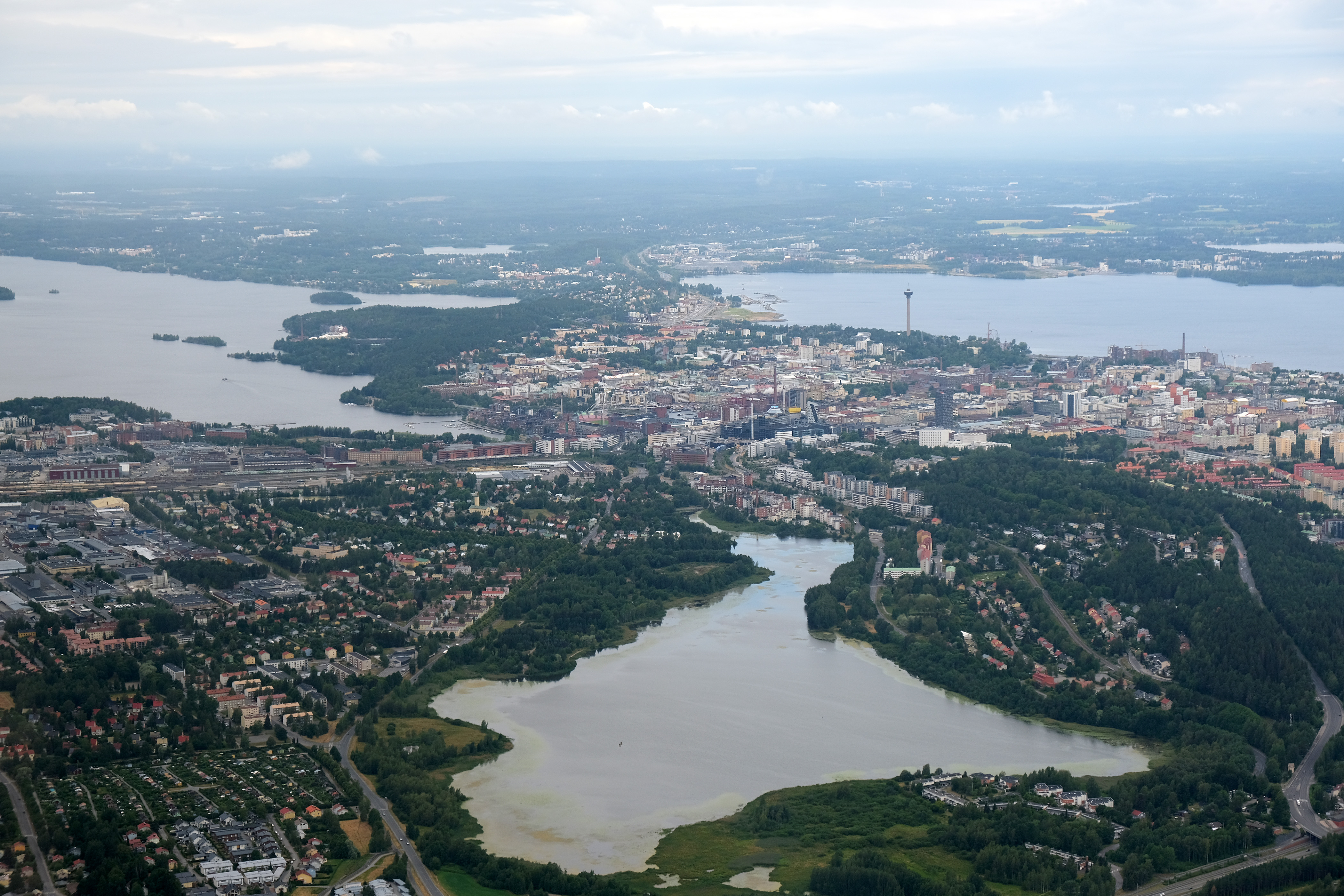
See Pyhäjärvi, Iidesjärvi und Näsijärvi

Die Stadt befindet sich etwa auf einer Breite mit Söderhamn in Schweden und Lillehammer in Norwegen. Am 21. Juni findet der Sonnenaufgang um 03:41, der Sonnenuntergang um 23:12 statt. Am 22. Dezember hingegen geht die Sonne erst um 09:43 auf und verschwindet um 15:04 wieder hinter dem Horizont. Die Stadt ist Zentrum der Region Pirkanmaa, die auch als Tampere-Region bezeichnet wird.
| Stadt        | Ent- fernung | Himmels- richtung |
| ------------ | ------------ | ----------------- |
| Helsinki     | 176 km       | SSO               |
| Jyväskylä    | 149 km       | NO                |
| Kotka        | 241 km       | SO                |
| Kuopio       | 293 km       | NO                |
| Lahti        | 126 km       | SO                |
| Lappeenranta | 274 km       | OSO               |
| Oulu         | 476 km       | NNO               |
| Pori         | 114 km       | W                 |
| Turku        | 157 km       | SW                |
| Vaasa        | 242 km       | NNW               |

### Ausdehnung des Stadtgebiets
Die Gesamtfläche der Stadt beträgt 690,6 km², davon nehmen 522,7 km² Land- und 167,9 km² Wasserflächen ein. Da große Teile des Stadtgebiets ländlich geprägt sind, liegt die Bevölkerungsdichte nur bei 385 Einwohnern je km².

### Nachbargemeinden
Angrenzende Gemeinden sind im Westen Nokia und Ylöjärvi, im Süden Pirkkala und Lempäälä sowie im Osten Kangasala und Orivesi. Da sich das Gebiet der Stadt sehr weit nach Norden ausdehnt, grenzen dort Kuru und Ruovesi, deren Ortszentren bereits 70 bis 80 Kilometer von Tamperes Innenstadt entfernt sind, an.

### Stadtgliederung

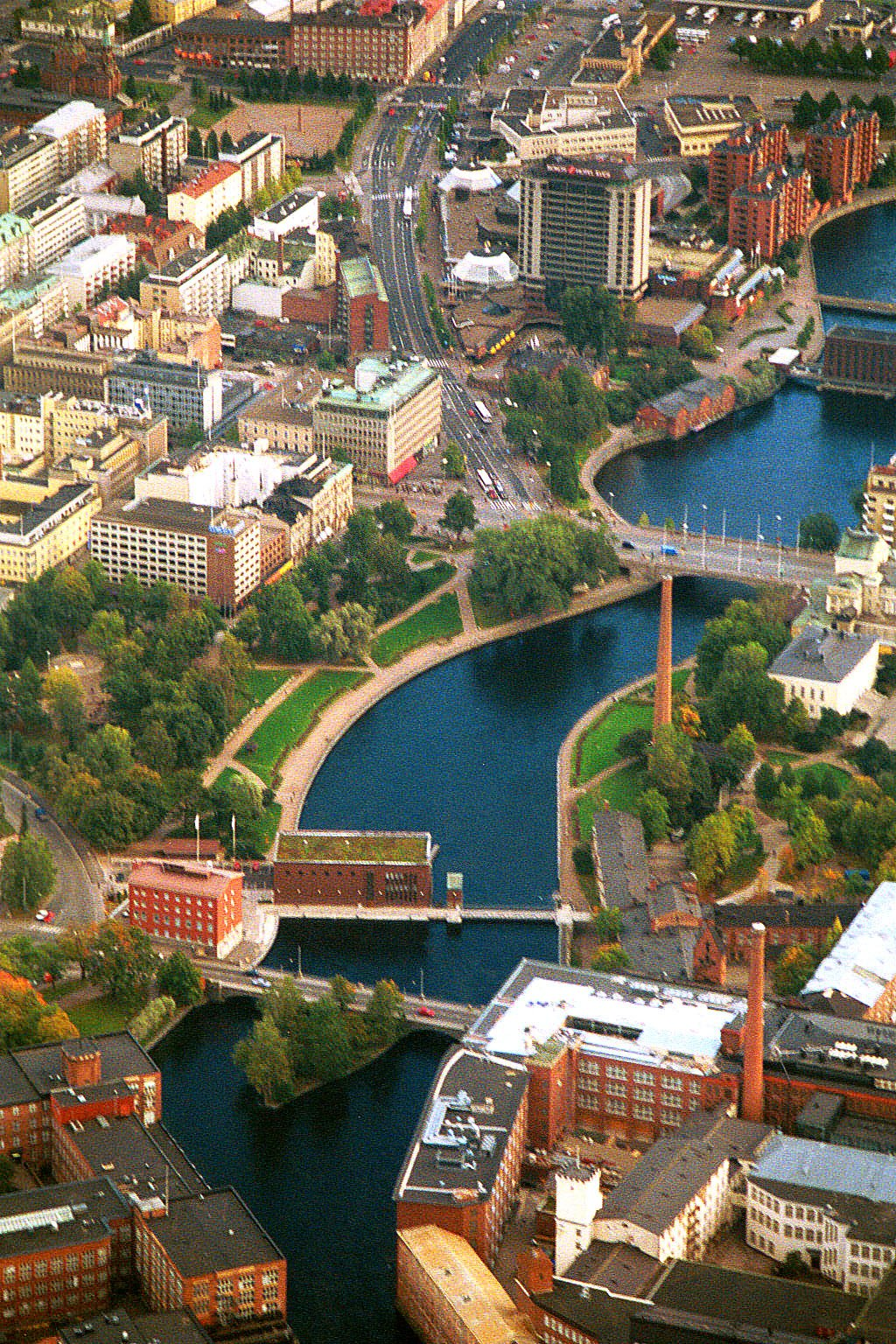
Luftaufnahme des Stadtzentrums mit den Tammerkoski-Stromschnellen, die es durchqueren

Tampere gliedert sich, vereinfacht gesehen, in sechs Stadtbezirke, und zwar in Keskustan piiri (‚Stadtzentrum‘), Läntinen piiri (‚Westbezirk‘), Pohjoinen piiri (‚Nordbezirk‘), Itäinen piiri (‚Ostbezirk‘), Eteläinen piiri (‚Südbezirk‘) und Kaakkoinen piiri (‚Südostbezirk‘).
Die westlich der Tammerkoski-Stromschnellen gelegenen Stadtteile Amuri, Pyynikki, Santalahti und Yläpispala erstrecken sich über den Landrücken Pispala und gehören zum Läntinen piiri, also zum westlichen Bezirk.
Nördlich der Innenstadt befinden sich die Stadtteile Lapinniemi, Lappi sowie Petsamo, und östlich Kauppi, Kaleva, Kissanmaa und Vuohenoja. Obwohl sie sich nach Norden erstrecken, gehören Kolunkylä, Kämmeniemi und Teisko zum Ostbezirk.
Weiter südlich liegt der Stadtteil Hervanta, der zum Kaakkoinen piiri gehört. Zum Eteläinen piiri gehören Härmälä, Hatanpää, Järvensivu.
Seit 2011 entsteht westlich von Hervanta der neue Stadtteil Vuores.

### Klima
Im Januar 2003 lag die Durchschnittstemperatur bei −11,4 °C, die Höchsttemperatur bei +4,8 °C und die Tiefsttemperatur bei −32 °C. Im Juli 2003 erhöhte sich die durchschnittliche Temperatur auf +20,2 °C, wobei das Thermometer eine Höchsttemperatur von +30,6 °C sowie eine Tiefsttemperatur von +8,8 °C erreichte. Die durchschnittliche Niederschlagsmenge lag im Jahr 2002 bei 500 mm.
|                       | Jan   | Feb   | Mär  | Apr  | Mai  | Jun  | Jul  | Aug  | Sep  | Okt  | Nov  | Dez  |   |       |
| Mittl. Tagesmax. (°C) | −3,6  | −3,6  | 1,1  | 7,0  | 15,2 | 19,6 | 21,5 | 19,4 | 13,2 | 7,2  | 1,5  | −1,9 | ⌀ | 8,1   |
| Mittl. Tagesmin. (°C) | −10,0 | −11,0 | −6,7 | −1,8 | 3,6  | 8,6  | 11,2 | 10,1 | 5,6  | 1,4  | −3,2 | −7,9 | ⌀ | 0     |
|                       |       |       |      |      |      |      |      |      |      |      |      |      |   |       |
| Niederschlag (mm)     | 38,1  | 25,5  | 31,2 | 32,5 | 35,5 | 58,0 | 72,4 | 75,4 | 60,6 | 56,5 | 49,9 | 39,8 | Σ | 575,4 |
|                       |       |       |      |      |      |      |      |      |      |      |      |      |   |       |
| Regentage (d)         | 10    | 7     | 8    | 7    | 7    | 9    | 10   | 11   | 10   | 11   | 11   | 11   | Σ | 112   |

| −10,0 |

| −11,0 |

| −6,7 |

| −1,8 |

| 3,6 |

| 8,6 |

| 11,2 |

| 10,1 |

| 5,6 |

| 1,4 |

| −3,2 |

| −7,9 |

| −10,0 |

| −11,0 |

| −6,7 |

| −1,8 |

| 3,6 |

| 8,6 |

| 11,2 |

| 10,1 |

| 5,6 |

| 1,4 |

| −3,2 |

| −7,9 |

## Geschichte
Bereits um 1000 war die Region besiedelt. Ab dem 15. Jahrhundert gab es Gutshöfe und Mühlen, im 17. Jahrhundert wurde erstmals ein Marktplatz genannt.

### 18. und 19. Jahrhundert
Am 1. Oktober 1779 wurde die heutige Stadt als Nahtstelle zwischen Süd- und Mittelfinnland vom schwedischen König Gustav III. gegründet. Ziel war es, eine neue Handels- und Fabrikstadt zu errichten. Bereits wenige Jahre später, 1783, siedelte hier die erste finnische Papierfabrik, und 1820 gründete der Schotte James Finlayson eine Baumwollfabrik an den damals noch ungenutzten Stromschnellen zwischen Näsijärvi und Pyhäjärvi, die Grundstein für die spätere Textilindustrie wurde und in deren umgebauten Backsteinfabrikhallen sich heute einige Museen, Cafés und ein Kino befinden. Schon im 19. Jahrhundert war Tampere das finnische Innovationszentrum schlechthin. Seit 1809 gehörte die Stadt zu dem Großfürstentum Finnland innerhalb des Russischen Reichs. 1842 nahm die erste finnische Papiermaschine in der Fabrik J. C. Frenckell & Son. ihre Produktion auf, und 1882 wurden bei Finlayson die ersten Glühbirnen Skandinaviens hergestellt.

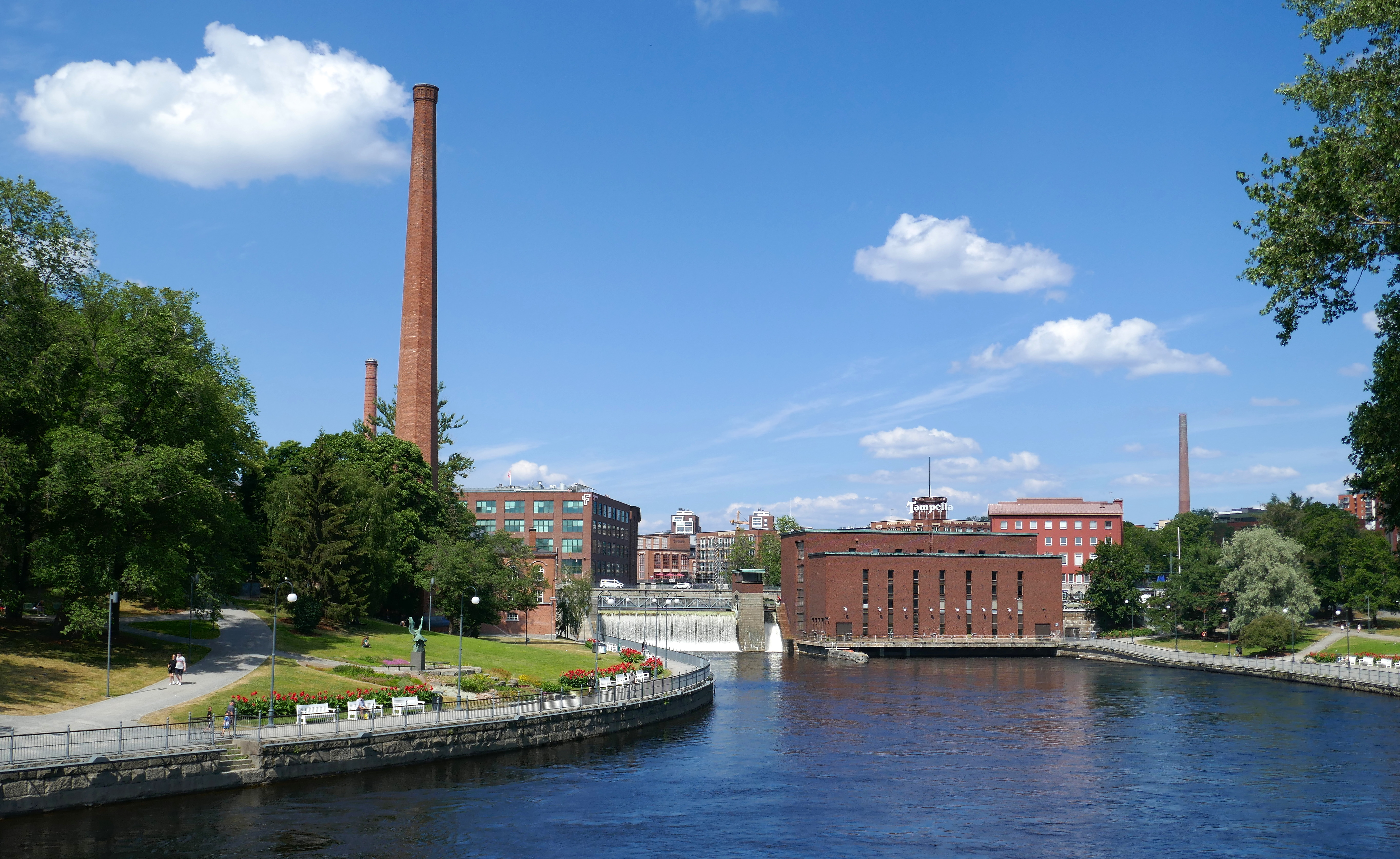
Industriebauten am Tammerkoski-Strom

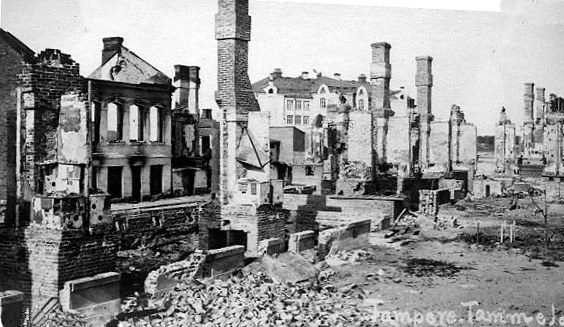
Kriegsschäden 1918

Die erste Eisenbahnstrecke erreichte Tampere am 22. Juni 1876 aus Richtung Hämeenlinna. Am 29. September 1883 folgte eine Verbindung über Orivesi nach Vaasa und am 4. November 1895 nach Pori.
1865 wütete in Tampere ein Stadtbrand, der das Wachstum jedoch nicht aufhalten konnte.

### 20. Jahrhundert
Als Folge der starken Industrialisierung war dann zu Beginn des 20. Jahrhunderts Tampere das finnische Zentrum der Arbeiterbewegung. 1905 und 1906 nahm hier Lenin an Konferenzen der Bolschewiki teil.
Tampere war eine der strategisch wichtigen Städte während des Finnischen Bürgerkriegs (28. Januar bis 15. Mai 1918). Am 6. April nahmen die Streitkräfte der Weißen bei der Einnahme der Stadt etwa 10.000 Soldaten der Roten gefangen.
1923 wurde Tampere Bischofssitz. Im Winterkrieg erfolgten verschiedene sowjetische Luftangriffe auf  die Stadt, der schwerste mit 100 Flugzeugen am 2. März 1940. Auch im Fortsetzungskrieg wurde Tampere aus der Luft angegriffen, wobei insgesamt 18 Todesopfer unter der Zivilbevölkerung zu beklagen waren, außerdem wurden 1,2 % der Wohnungen zerstört und 2,1 % schwer beschädigt. In den 1960er Jahren begann der Niedergang der Textilindustrie, die den Anforderungen des Weltmarktes nicht mehr gewachsen war. Ab etwa 1970 wurden die alten Fabriken allmählich stillgelegt und für andere Zwecke genutzt.

### Eingemeindungen
1947 wurden Messukylä, 1950 Lielahti, 1966 Aitolahti und schließlich 1972 Teisko eingemeindet.

### Bevölkerungsentwicklung
Interessant ist, dass die Stadt trotz der wirtschaftlichen Umstrukturierung in den 1970er Jahren nie von Abwanderung und einem daraus resultierenden Bevölkerungsrückgang betroffen war, wie das in jener Zeit beispielsweise bei den ähnlich stark industrialisierten Städten des Ruhrgebiets typisch war.
Dennoch gibt es zwei Phasen in der Geschichte der Stadt, die das Wachstum zumindest hemmten. Neben der erwähnten Zeit der wirtschaftlichen Umstrukturierung wären das die Jahre der Revolution und des Bürgerkriegs.
Entwicklung der Einwohnerzahl (ab 1960 zum Stichtag 31. Dezember):
| 1820 bis 1910 - 1820 – 1.000 - 1850 – 4.000 - 1876 – 12.100 - 1881 – 13.800 - 1886 – 16.100 - 1889 – 18.100 - 1891 – 20.500 - 1896 – 26.700 - 1900 – 34.100 - 1904 – 40.261 - 1910 – 45.100 | 1915 bis 1987 - 1915 – 45.200 - 1926 – 51.700 - 1941 – 81.000 - 1960 – 132.673 - 1970 – 158.380 - 1975 – 166.338 - 1978 – 165.519 - 1980 – 166.228 - 1983 – 167.344 - 1985 – 169.026 - 1987 – 170.533 | 1990 bis 1999 - 1990 – 172.560 - 1991 – 173.797 - 1992 – 174.859 - 1993 – 176.149 - 1994 – 179.251 - 1995 – 182.742 - 1996 – 186.026 - 1997 – 188.726 - 1998 – 191.254 - 1999 – 193.174 | 2000 bis 2009 - 2000 – 195.468 - 2001 – 197.774 - 2002 – 199.823 - 2003 – 200.966 - 2004 – 202.932 - 2005 – 204.337 - 2006 – 206.368 - 2007 – 207.866 - 2008 – 209.552 - 2009 – 211.507 | 2010 bis 2019 - 2010 – 213.217 - 2011 – 215.168 - 2012 – 217.421 - 2013 – 220.446 - 2014 – 223.004 - 2015 – 225.118 - 2016 – 228.274 - 2017 – 231.853 - 2018 – 235.239 - 2019 – 238.140 | 2020 bis 2022 - 2020 – 241.009 - 2021 – 244.223 - 2022 – 249.009 |

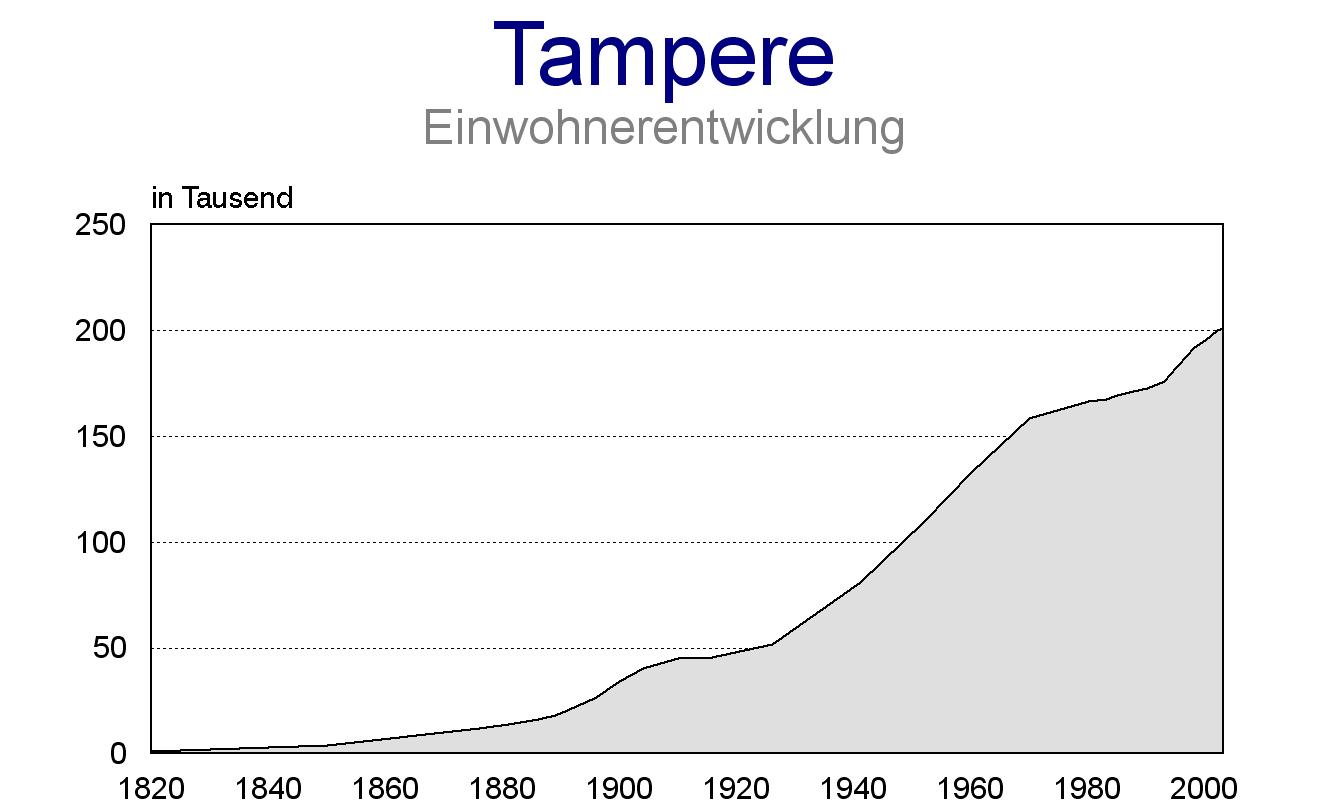
Graphik zur Bevölkerungsentwicklung

Gilt nur für die Einwohner innerhalb der Stadtgrenzen. In der städtischen Siedlung Tampere wohnen 281.092 Einwohner (Schätzung für den 1. Januar 2005).
Von den 199.823 Einwohnern am 31. Dezember 2002 waren 104.540 (52,3 %) Einwohner weiblich und 95.283 (47,7 %) männlich. Lediglich 990 Einwohner, das entsprach einem Anteil von 0,5 % an der Gesamtbevölkerung, waren schwedischsprachig.
| Bevölkerungsgruppe | Anteil (1980) | Anteil (2002) | Anteil (2020) |
| ------------------ | ------------- | ------------- | ------------- |
| 0–15 Jahre         | 20 %          | 16 %          | 16 %          |
| 16–64 Jahre        | 67 %          | 69 %          | 64 %          |
| über 64 Jahre      | 13 %          | 15 %          | 20 %          |

Die natürliche Bevölkerungsentwicklung wies im Jahr 2002 einen Geburtenüberschuss von 215 Einwohnern auf. Auch der Wanderungssaldo war mit 1.445 Einwohnern positiv. Diese Entwicklung ist auf die in Finnland weiterhin anhaltende Urbanisierung zurückzuführen. Ein Vergleich mit der Entwicklung in anderen Groß- und Mittelstädten des Landes befindet sich in der Liste der Städte in Finnland.
Im Frühjahr 2023 wurde die Grenze von 250.000 Einwohnern überschritten.

## Politik
Unter finnischer Präsidentschaft fand am 15. und 16. Oktober 1999 in Tampere ein Sondergipfel der EU zum Bereich „Justiz und Inneres“ statt. Zentrales Thema war die Asyl- und Migrationspolitik.

### Stadtrat
Wie in allen finnischen Städten ist der Stadtrat die höchste Entscheidungsinstanz in Tampere. Die 67 Abgeordneten dieses Rates werden auf vier Jahre gewählt.
Seit den Wahlen 2017 sind die Sozialdemokraten stärkste Partei in Tampere; die konservative Sammlungspartei folgt dicht dahinter. Auch der Grüne Bund und das Linksbündnis sind mit Wahlergebnissen im zweistelligen Prozentbereich verhältnismäßig stark. Die dritte große Partei des Landes, die finnische Zentrumspartei, spielt wie in anderen Großstädten eine geringere  Rolle.
Folgende Tabelle zeigt das Ergebnis der Kommunalwahlen 2021 in Tampere mit Vergleichszahlen der Wahlen 2012 und 2017.
| Partei                       | 2021–2025    | 2021–2025 |              | 2017–2021 | 2017–2021    |        | 2013–2017 | 2013–2017 |
| Partei                       | Wahlergebnis | Sitze     | Wahlergebnis | Sitze     | Wahlergebnis | Sitze  |           |           |
| Sozialdemokraten             | 24,3 %       | 17        | 22,1 %       | 16        | 23,5 %       | 16     |           |           |
| Sammlungspartei              | 24,2 %       | 17        | 21,6 %       | 15        | 24,8 %       | 17     |           |           |
| Grüner Bund                  | 15,5 %       | 11        | 20,0 %       | 14        | 14,1 %       | 10     |           |           |
| Basisfinnen                  | 13,6 %       | 10        | 06,2 %       | 04        | 12,8 %       | 09     |           |           |
| Linksbündnis                 | 10,2 %       | 7         | 10,8 %       | 07        | 10,2 %       | 07     |           |           |
| Zentrumspartei               | 04,2 %       | 3         | 05,6 %       | 04        | 04,9 %       | 03     |           |           |
| Christdemokraten             | 03,9 %       | 2         | 04,0 %       | 02        | 03,9 %       | 02     |           |           |
| Vaihtoehto Tampere ry        | 00,4 %       | 0         | 01,6 %       | 01        | –            | –      |           |           |
| Kommunisten                  | 00,3 %       | 0         | 00,7 %       | 0         | 01,6 %       | 01     |           |           |
| Schwedische Volkspartei      | 00,1 %       | 0         | 00,4 %       | 01        | 00,5 %       | 01     |           |           |
| Tampereen Puolesta ry        | –            | –         | 05,0 %       | 03        | –            | –      |           |           |
| Tampereen Sitoutumattomat ry | –            | –         | –            | –         | 02,6 %       | 01     |           |           |
| Übrige                       | 03,0 %       | 0         | 02,0 %       | 0         | 01,1 %       | 0      |           |           |
| Wahlbeteiligung              | 56,8 %       | 56,8 %    | 59,3 %       | 59,3 %    | 56,3 %       | 56,3 % |           |           |

- VAS: 7
- SDP: 17
- VIHR: 11
- KESK: 3
- KOK: 17
- KD: 2
- PS: 10

Finnische Kommunen haben überwiegend einen obersten Beamten (finn. kaupunginjohtaja) der ungefähr einem Oberstadtdirektor entspricht. Hierbei handelt sich um ein unbefristetes Beschäftigungsverhältnis (obwohl Entlassungen, oft mit nachfolgendem Rechtsstreit bei politischen Querelen keine Seltenheit sind). Seit einer Gesetzesänderung von 2006 kann die Kommune auch das sogenannte Bürgermeistermodell wählen, was bedeutet, dass der Stadt- oder Gemeinderat einen Bürgermeister (finn. pormestari) für nicht länger als seine eigene Legislaturperiode wählt. Tampere war die erste Stadt in Finnland, die 2007 von diesem Recht Gebrauch machte, nachdem der damalige Oberstadtdirektor in den Ruhestand gegangen war. Von 2007 bis zu seinem Ruhestand 2012 hatte Timo P. Nieminen von der Sammlungspartei diesen Posten inne.

### Bürgermeister
Bürgermeister der Stadt seit 2007:
| Bürgermeister     | Partei           | Amtszeit  |
| ----------------- | ---------------- | --------- |
| Timo P. Nieminen  | Sammlungspartei  | 2007–2012 |
| Anna-Kaisa Ikonen | Sammlungspartei  | 2013–2017 |
| Lauri Lyly        | Sozialdemokraten | 2017–2021 |
| Anna-Kaisa Ikonen | Sammlungspartei  | 2021–2023 |
| Kalervo Kummola   | Sammlungspartei  | 2023–     |

### Städtepartnerschaften
Tampere listet folgende achtzehn Partnerstädte auf:
| Stadt              | Land                             | seit | Typ                |
| ------------------ | -------------------------------- | ---- | ------------------ |
| Brașov             | Transilvania, Rumänien           | 1981 | Partnerstadt       |
| Chemnitz           | Sachsen, Deutschland             | 1961 | Partnerstadt       |
| Essen              | Nordrhein-Westfalen, Deutschland | 1960 | Partnerstadt       |
| Guangzhou (Kanton) | Zhongnan, Volksrepublik China    | 2008 | Partnerstadt       |
| Kaunas             | Litauen                          | 1997 | Partnerstadt       |
| Kiew               | Ukraine                          | 1954 | Partnerstadt       |
| Klaksvík           | Färöer, Dänemark                 |      | Partnerstadt       |
| Kópavogur          | Höfuðborgarsvæðið, Island        | 1964 | Partnerstadt       |
| León               | Nicaragua                        |      | Freundschaftsstadt |
| Linz               | Österreich                       | 1961 | Partnerstadt       |
| Łódź               | Polen                            | 1958 | Partnerstadt       |
| Miskolc            | Észak-Magyarország, Ungarn       | 1963 | Partnerstadt       |
| Mwanza             | Tansania                         |      | Freundschaftsstadt |
| Norrköping         | Östergötland, Schweden           | 1956 | Partnerstadt       |
| Odense             | Syddanmark, Dänemark             | 1966 | Partnerstadt       |
| Olmütz             | Morava, Tschechien               | 1986 | Partnerstadt       |
| Syracuse           | New York, Vereinigte Staaten     | 1981 | Partnerstadt       |
| Tartu              | Estland                          | 1992 | Partnerstadt       |
| Trondheim          | Trøndelag, Norwegen              | 1964 | Partnerstadt       |

Die Städtepartnerschaften mit den beiden deutschen Städten wurden nicht wahllos geknüpft: sowohl Essen als auch Chemnitz zeigen in ihrer industriellen Entwicklung Parallelen zu Tampere auf. Die seit 1995 bestehende Partnerschaft mit Nischni Nowgorod in Russland wurde 2022 aufgrund des russischen Angriffskrieges gegen die Ukraine beendet.

## Wirtschaft und Infrastruktur

Erwerbstätige nach Wirtschaftssektoren

Die einstigen Hauptwirtschaftszweige, namentlich die Textil-, Schuh-, Leder-, Papier- und Holzindustrie, sind bis heute weitestgehend durch andere Wirtschaftszweig verdrängt worden. Die meisten industriell Beschäftigten gab es 2001 mit 9.828 Personen (51,9 %) in der Metall- und Elektroindustrie.
Zwischen 1980 und 2001 ging der Anteil der in der Industrie beschäftigten Personen von 42,1 % auf 27,1 % zurück, während der Dienstleistungssektor mit 70,9 % gegenüber 53,9 % im Jahr 1980 auf dem Vormarsch war.
Sehr nachteilig ist die Entwicklung der Arbeitslosenquote verlaufen. Während sie 1970 nur 1,5 % betrug, lag sie auch nach Überwindung der Wirtschaftskrise Anfang der 1990er im Jahr 2001 mit 13,7 % noch über dem finnischen Gesamtdurchschnitt (9,2 %).

### Verkehr
Neben Helsinki ist Tampere der wichtigste Verkehrsknotenpunkt Finnlands. Die PKW-Dichte lag 2002 bei 381 Kraftfahrzeugen je 1.000 Einwohner.
Im Oktober 2000 wurde das letzte Teilstück der Autobahn nach Helsinki fertiggestellt. Diese Autobahn gehört zur Europastraße 12, in die in Tampere die Europastraße 63 aus Richtung Nordostfinnland einmündet.

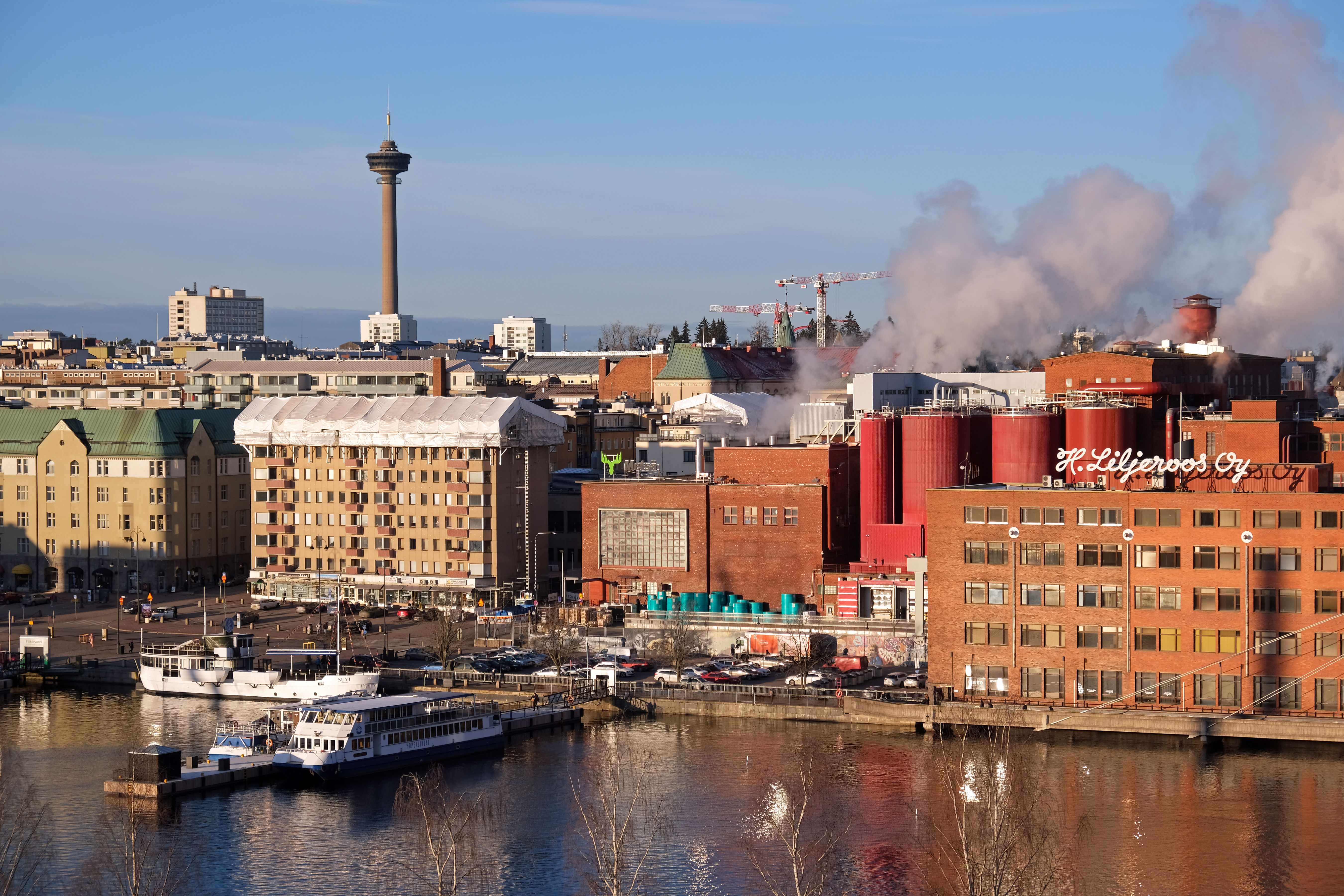
Laukontori

Tampere besitzt zwei Häfen, einen am Pyhäjärvi und einen am Näsijärvi. Die Tammerkoski-Stromschnelle selbst ist nicht schiffbar, deswegen beginnt und endet auch am Pyhäjärvi-Hafen die Silberlinie sowie am Näsijärvi-Hafen der Dichterweg.
Südwestlich der Stadt, bei Pirkkala, befindet sich der Flughafen Tampere-Pirkkala, von dem unter anderem Ryanair-Verbindungen nach Frankfurt-Hahn und Bremen bestehen. Weitere Fluggesellschaften, die den Flughafen anfliegen, sind Nordic Regional Airlines (für Finnair) und die SAS.

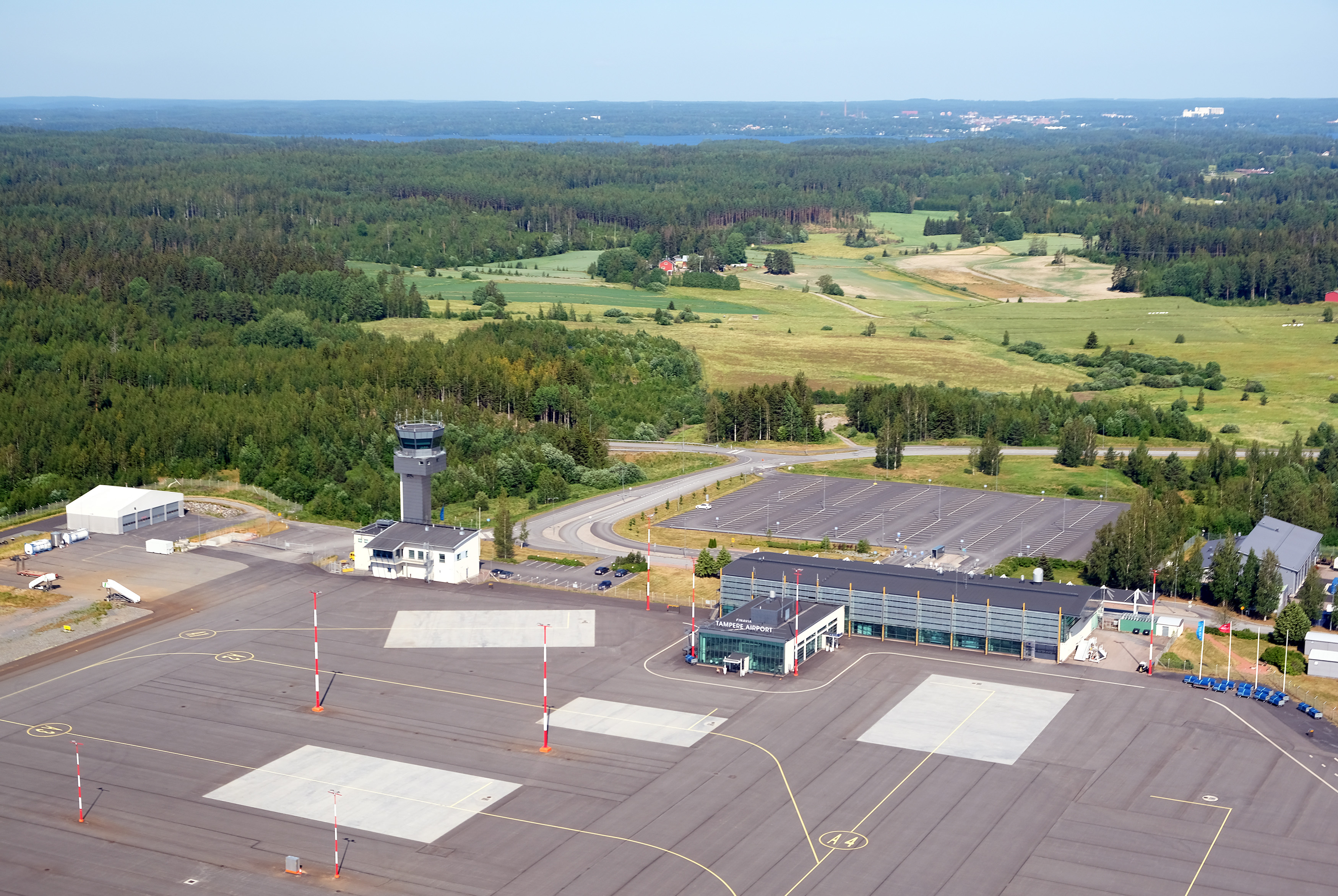
Flughafen Tampere-Pirkkala

Die schnellsten landgebundenen Verbindungen nach Helsinki werden mit weniger als anderthalb Stunden durch die von der VR betriebenen Züge vom Typ Sm3 angeboten. Dabei handelt es sich um fahrplanmäßig bis zu 200 km/h schnelle Pendolinozüge. Der Bahnhof von Tampere verfügt über eine Verladestelle für Autoreisezüge. Einen Güterbahnhof gibt es in Viinikka.
Der Stadtbereich selbst wird von einem Straßenbahnnetz mit zwei Linien, das am 9. August 2021 eröffnet wurde, und einem dichten Stadtbusnetz mit 27 Linien und einer Gesamtlänge von 370,5 km erschlossen. 2002 wurden 160 Stadtbusse unterhalten. Überlandbusse fahren fast alle finnischen Städte an. Sie beginnen und enden am Busbahnhof (linja-autoasema), der südwestlich vom Bahnhof liegt.

### Ansässige Unternehmen
Tampere ist heute Sitz mehrerer High-Tech-Betriebe. Daneben sind in Tampere auch Unternehmen zu finden, welche in den klassischen Wirtschaftszweigen tätig sind, beispielsweise die Metsä-Board-Tako-Papierfabrik im Zentrum der Stadt, der Hersteller für Hubrettungs- und Hubarbeitsbühnen Bronto Skylift oder der Maschinenbauer Glaston.
In Tampere sind 16 Unternehmen mit einem Umsatz von über 10 Millionen Euro ansässig (Stand 2021). Umsatzstärkstes Unternehmen mit 273,5 Millionen Euro ist Sandvik Mining and Construction Oy, gefolgt von UPM Raflatac Oy mit 124,5 Millionen Euro. An dritter Stelle steht John Deere Forestry Oy mit 61 Millionen Euro, gefolgt von Knowit Cloud Partnerships Oy und Suomen Yliopistokiinteistöt Oy.

### Medien
Zu Beginn der 1920er Jahre wurde die erste finnische Radiosendung in Tampere ausgestrahlt. Heute ist die Stadt Standort des zweiten öffentlich-rechtlichen finnischen Fernsehprogramms YLE TV2.
Die auflagenstärkste Tageszeitung der Stadt und Region ist das 1881 gegründete Aamulehti (dt. „Morgenblatt“).
Daneben gibt es seit 1957 den „Tamperelainen“, eine kostenlose, werbefinanzierte Zeitung, die jeweils mittwochs und samstags an Haushalte in Tampere verteilt wird.

### Bildung

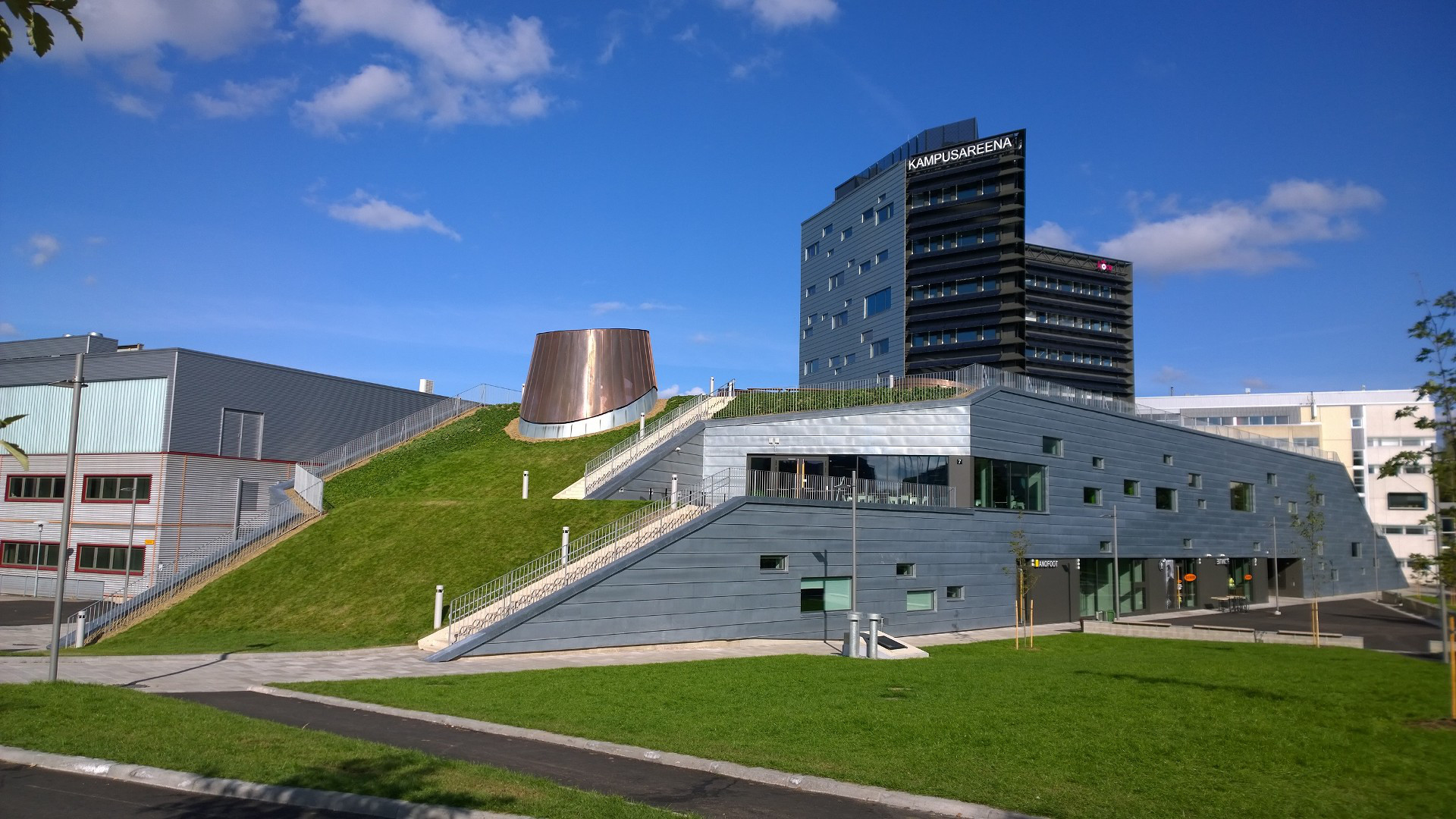
Technische Universität Tampere

Im Schuljahr 2002/2003 gab es 57 Volksschulen und zehn Gymnasien.
Tampere verfügt über drei Universitäten und Hochschulen, wovon zwei 13.000 (Universität Tampere & Technische Universität Tampere) und eine 4.000 (TAMK University of Applied Sciences) Studenten haben. Neben der 1925 gegründeten Universität Tampere (UTA) im Stadtzentrum und der TAMK University of Applied Sciences im Norden der Stadt befindet sich im Stadtteil Hervanta die Technische Universität Tampere. Hervanta selbst ist eine typische Satellitenstadt mit 11.000 Wohnungen. Von den etwa 26.000 Einwohnern sind über 4.500 Einwohner Studenten. Das bekannteste und größte Studentenwohnheim in Hervanta ist das Mikontalo. Für UTA-Studenten im Erasmus-Programm gibt es in der Innenstadt von Tampere das Studentenwohnheim Tuomiokirkonkatu und etwas nördlich des Stadtzentrums das Studentenwohnheim Lapinkaari.
Im Rahmen des Erasmus-Programms findet seit 2000 jährlich eine Konferenz an der PIRAMK University of Applied Sciences statt, bei der Studierendengruppen aus ca. 10 EU-Ländern sich treffen, um aktuelle Entwicklung in den Bereichen Mobile and Interactive Marketing, IT for Convergence Internet Marketing & eBusiness Management vorzustellen und gemeinsam in interdisziplinären Workshops Projekte zu bearbeiten.

## Kultur und Sehenswürdigkeiten

### Theater

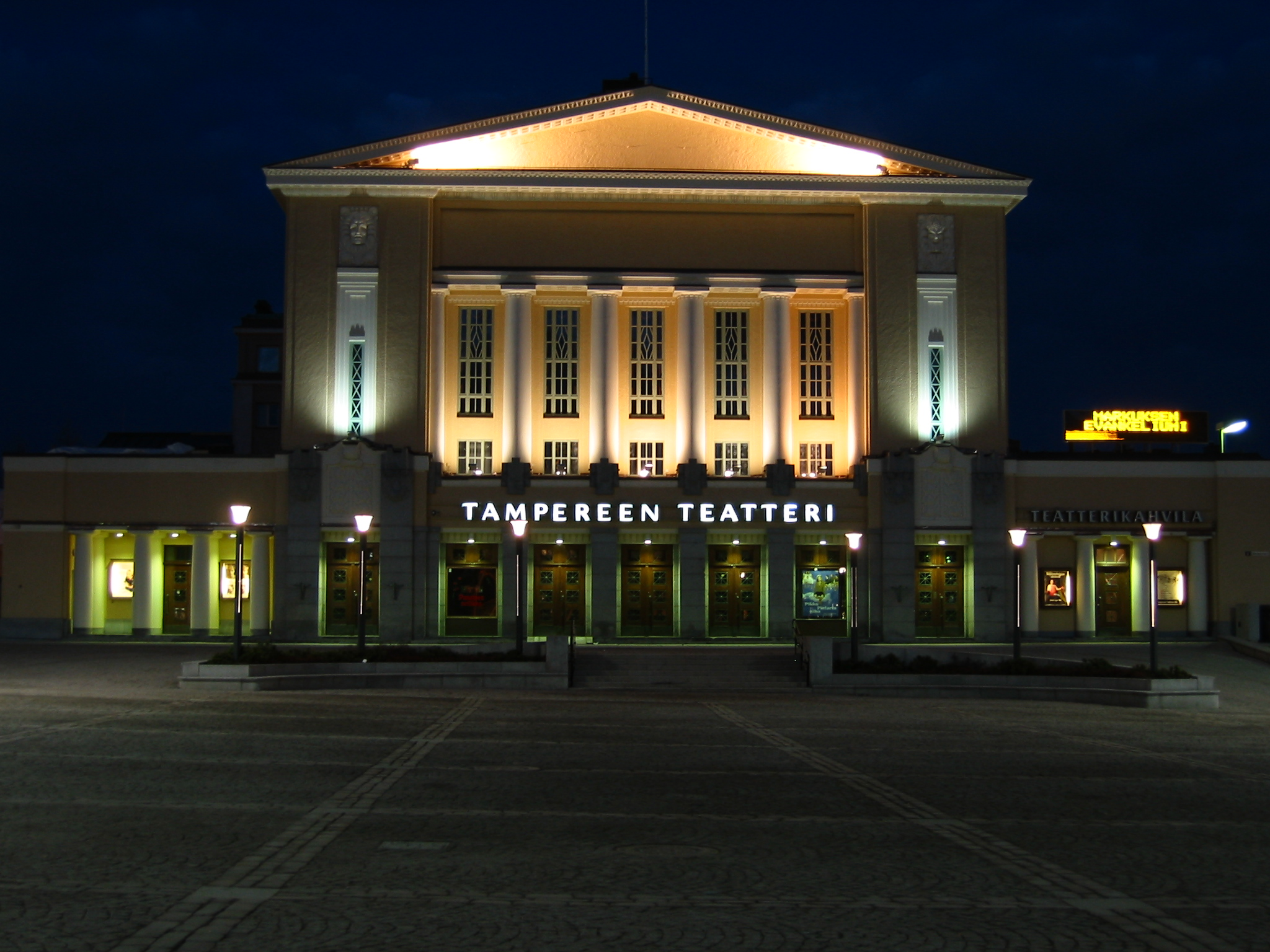
Das Tampereen Teatteri

Das berühmteste Freilichttheater Finnlands befindet sich im Pyynikki-Park (siehe Parks). Es besitzt eine drehbare Tribüne, die sich immer parallel zu einer Szene dreht.
Die beiden bedeutendsten Theater der Stadt sind jedoch das Stadttheater, auch als TT-Theater bekannt, sowie das TTT-Theater. Beide Einrichtungen verfügen über drei Bühnen und bieten sowohl internationale Klassiker als auch lokale Uraufführungen dar. 2004 beging das TT-Theater, ursprünglich ein Arbeitertheater, sein hundertjähriges Bestehen.

### Museen
Nennenswerte Museen sind das Puppen- und Kostümmuseum, das Turn- und Gymnastikmuseum, das Eishockeymuseum sowie das Spionagemuseum. Ein Bild von den Lebensverhältnissen in der alten Arbeiterstadt Tampere vermittelt ein sozialgeschichtliches Museum, in dem die damaligen beengten Wohnverhältnisse anhand eines Häuserblocks dargestellt werden.
Beliebt ist das „Muumimuseo“ („Mumin-Museum“), das dem Werk der finnlandschwedischen Künstlerin und Autorin Tove Jansson gewidmet ist.
Neben dem TTT-Theater befindet sich ein Lenin-Museum. In den beiden Räumen, in denen man etwas über sein Leben im Allgemeinen sowie über seine Zeit in Finnland im Besonderen erfahren kann, hat sich Lenin tatsächlich aufgehalten. Erwähnenswert ist in diesem Zusammenhang auch, dass 1905 Lenin hier erstmals mit Josef Stalin zusammentraf. Das Museum wurde in den Zeiten der Finnlandisierung eingerichtet, um – so sein Direktor Kalle Kallio – „die guten Seiten des Sowjetsystems zu zeigen“. Der von Lenin angeordnete Terror und die Verbrechen des Leninismus an den Völker der Sowjetunion sowie deren Krieg gegen Finnland werden in Museum mit wenigen Sätzen übergangen.
Im Särkänniemi-Park (siehe Parks) befindet sich das Sara Hildén Art Museum. Dabei handelt es sich um ein Museum für zeitgenössische Kunst.
Das Postmuseum befindet sich im Museum Centre Vapriikki, Alaverstaanraitti 5.

### Musik
Die Stadt besitzt mit der Tampere-Halle das größte Konzert- und Kongresszentrum Nordeuropas. Sie liegt gegenüber der Universität Tampere. Hier hat das Philharmonische Orchester Tampere – eins der beiden voll ausgebauten Sinfonieorchester Finnlands – seinen Sitz.
In der Stadt werden jährliche und zweijährliche Musikfestivals veranstaltet wie das Tampere Jazz Happening, das Tampere Vocal Music Festival, die Tampere Biennale und das Tampere Beatles Happening.
In den 1970er- und 1980er-Jahren war die Stadt ein Ausgangspunkt für einen Rockmusik-Stil mit finnischen Texten, der bis heute landesweit als Manserock bekannt ist. Einen gewissen Schwerpunkt bietet die städtische Musikszene im Bereich Heavy Metal/Black Metal; bekannte Musikgruppen sind hier Bands wie Lovex, Negative und Oranssi Pazuzu.

### Bauwerke

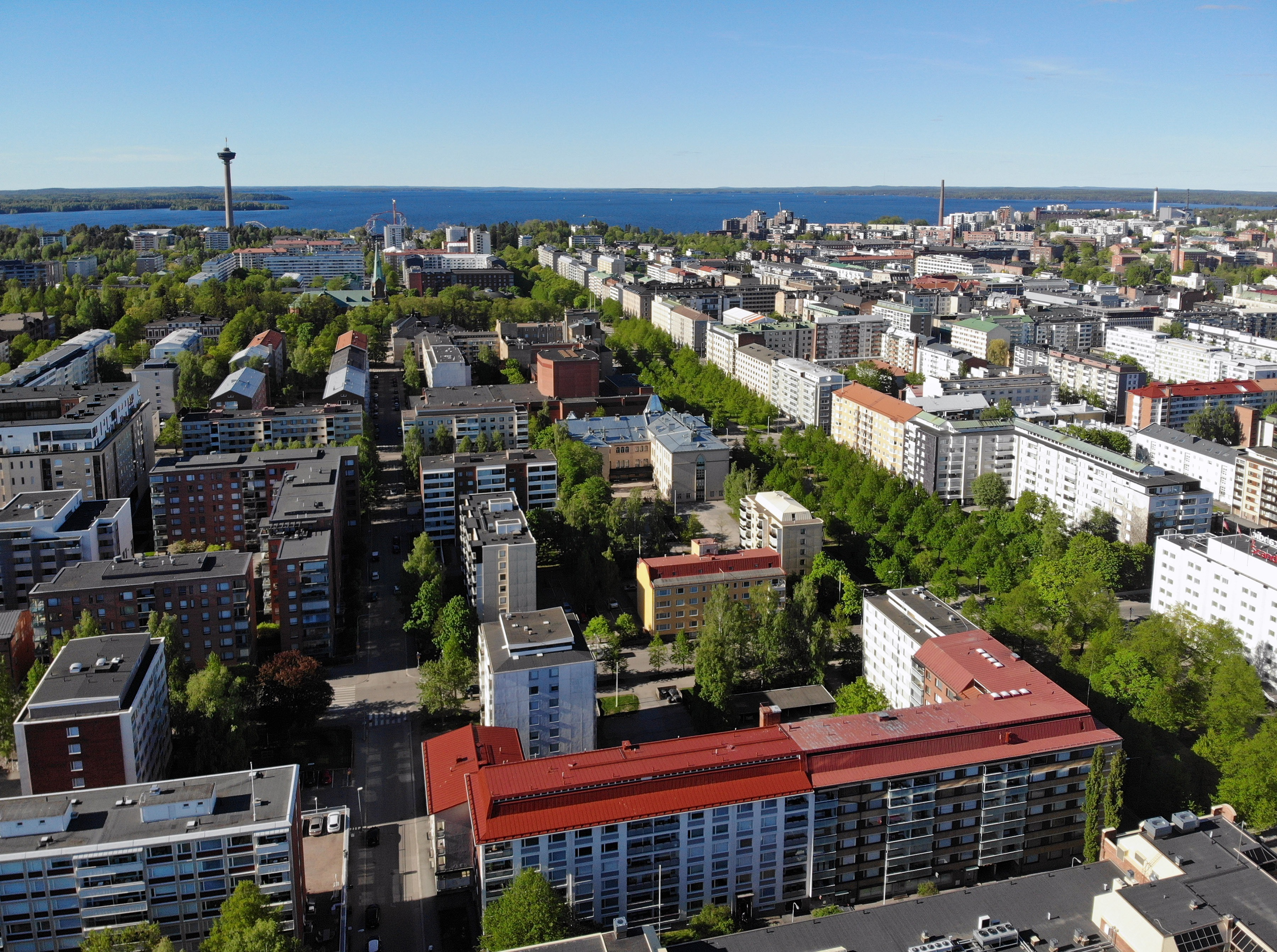
Innenstadt westlich des Tammerkoskis

Bemerkenswert ist die schachbrettartige Anlage der Innenstadt (siehe Bild rechts). Die übrigen Stadtteile behielten dieses Muster nicht konsequent bei. Der Entwurf der Innenstadt stammt von dem deutsch-finnischen Architekten Carl Ludwig Engel. Er sah u. a. die breite Esplanade Hämeenpuisto vor, welche damals im Notfall die Ausbreitung von Feuer verhindern sollte und heute von vielen über 100 Jahre alten Bäumen gesäumt wird. Die meisten Gebäude der Innenstadt stammen allerdings aus der Zeit nach 1900. An der Westseite des Zentralplatzes, der noch bis in die 1930er die Funktion des Marktplatzes besaß, befindet sich auch das Rathaus, das heute allerdings nur noch repräsentativen Zwecken dient. Von dem 1890 fertiggestellten Bau herab wurde 1905 das Manifest gegen die russische Unterdrückung verlesen.

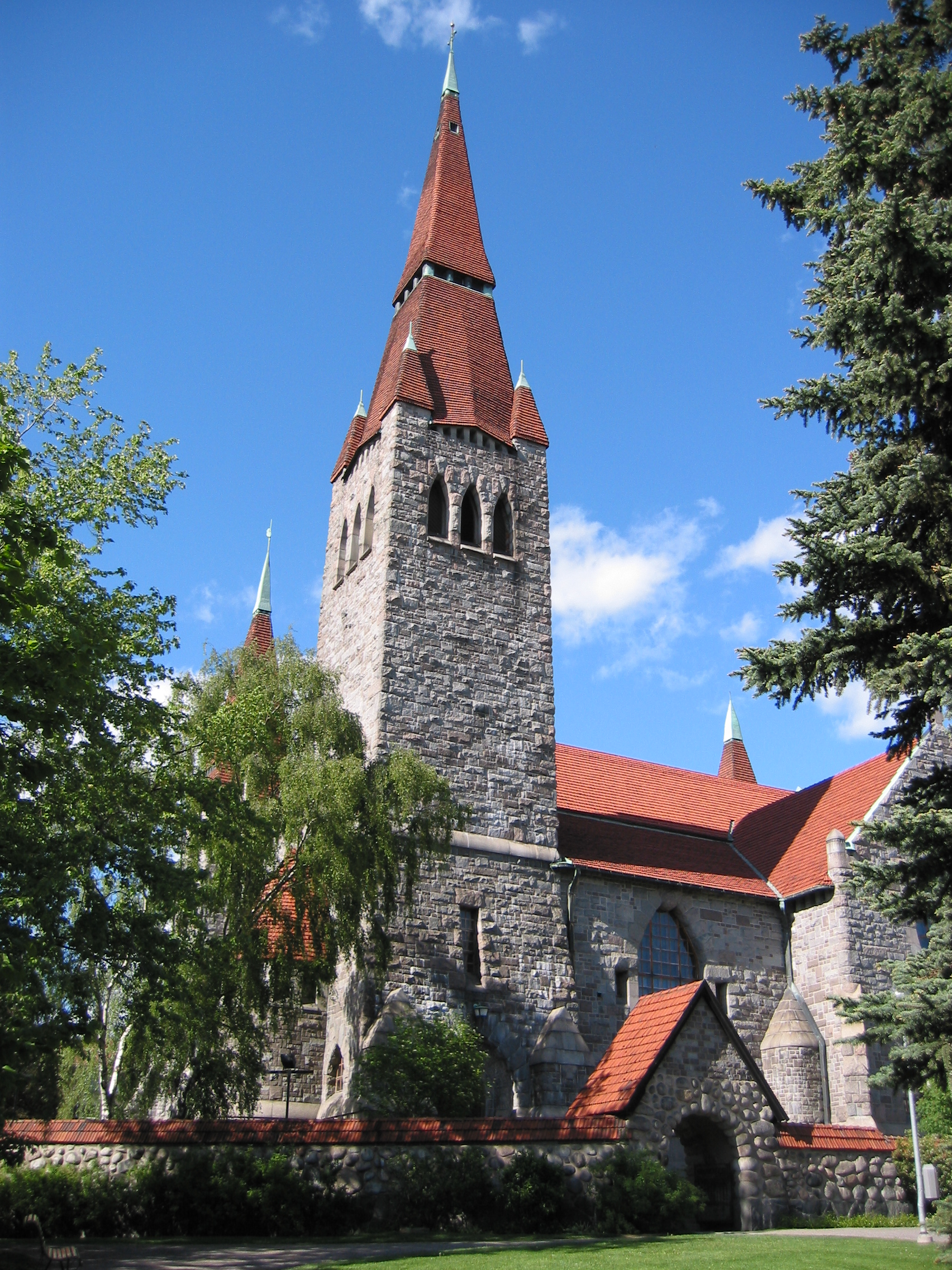
Dom von Tampere

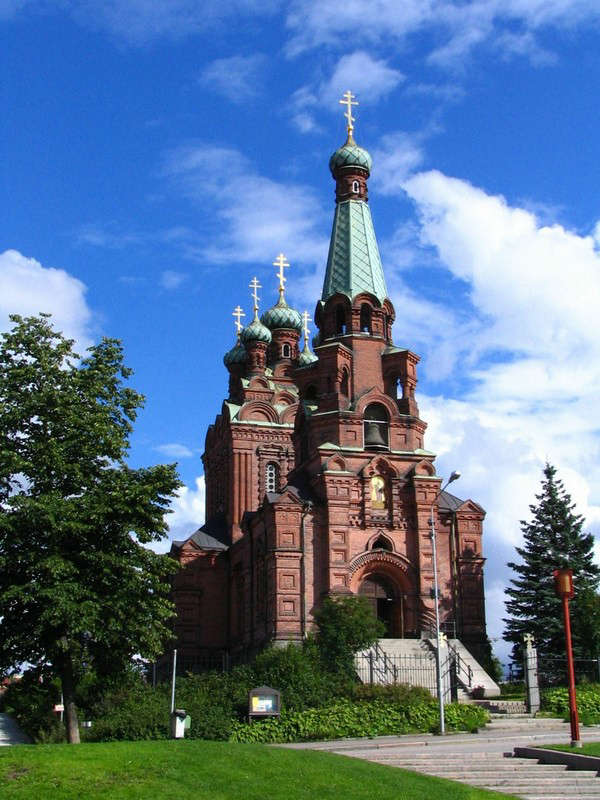
Die Russisch-Orthodoxe Kirche von Tampere

Über den Zentralplatz verläuft die Hämeenkatu, die wichtigste Straße und damit die „Lebensader“ der Stadt. Sie beginnt im Westen an der Hämeenpuisto, an der sich auch die 1986 erbaute Stadtbibliothek, die architektonisch der Form des Auerhahns nachempfunden wurde, und die 1881 errichtete Alexanderkirche (Aleksanterin kirkko) befindet. Ihr östliches Ende findet sich am Bahnhof (asema), der bereits am anderen Ufer des Tammerkoskis liegt. An der Hämeenkatu 13 liegt die 1901 erbaute und unter Denkmalschutz stehende Markthalle Kauppahalli der Stadt. Die Hämeensilta-Brücke, mit deren Hilfe die Hämeenkatu den Tammerkoski überquert, ist mit vier Statuen von Wäinö Aaltonen verziert. Sie stammen von 1929, bilden eine finnische Jungfrau, einen Jäger, einen Händler sowie einen Steuereintreiber nach und stellen damit das früher im Stadtgebiet ausgeübte Gewerbe dar.
Südlich des Zentralplatzes liegt der Laukontori, der Hafen des Pyhäjärvi und heutige Marktplatz. Unmittelbar neben dem Laukontori mündet der Tammerkoski in den Pyhäjärvi. Der Tammerkoski selbst fließt durch zwei Wehre mit sich anschließenden Turbinenhallen. An der nördlichen Schleuse befinden sich die ehemaligen Fabrikhallen von Frenckell, Finlayson (mit der Finlayson-Kirche) und Tampella.

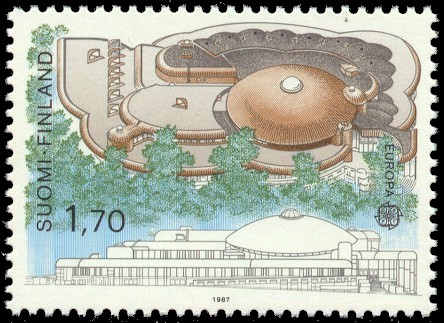
Die Stadtbibliothek auf einer Briefmarke von 1987

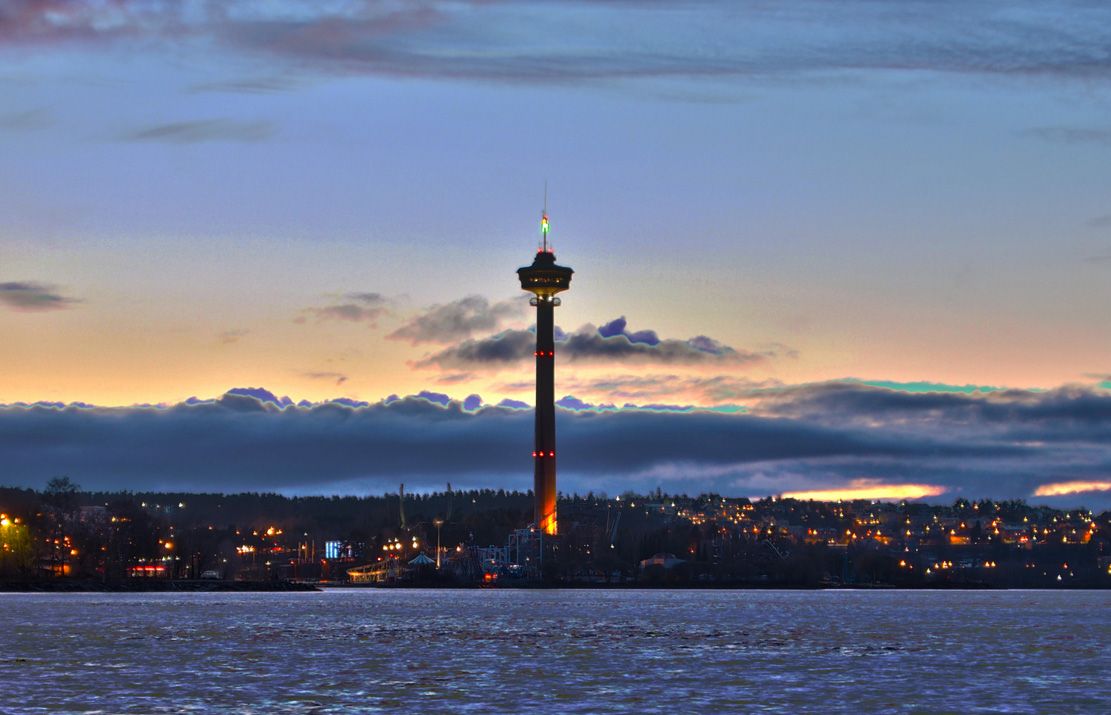
Aussichtsturm Näsinneula

### Kirchen

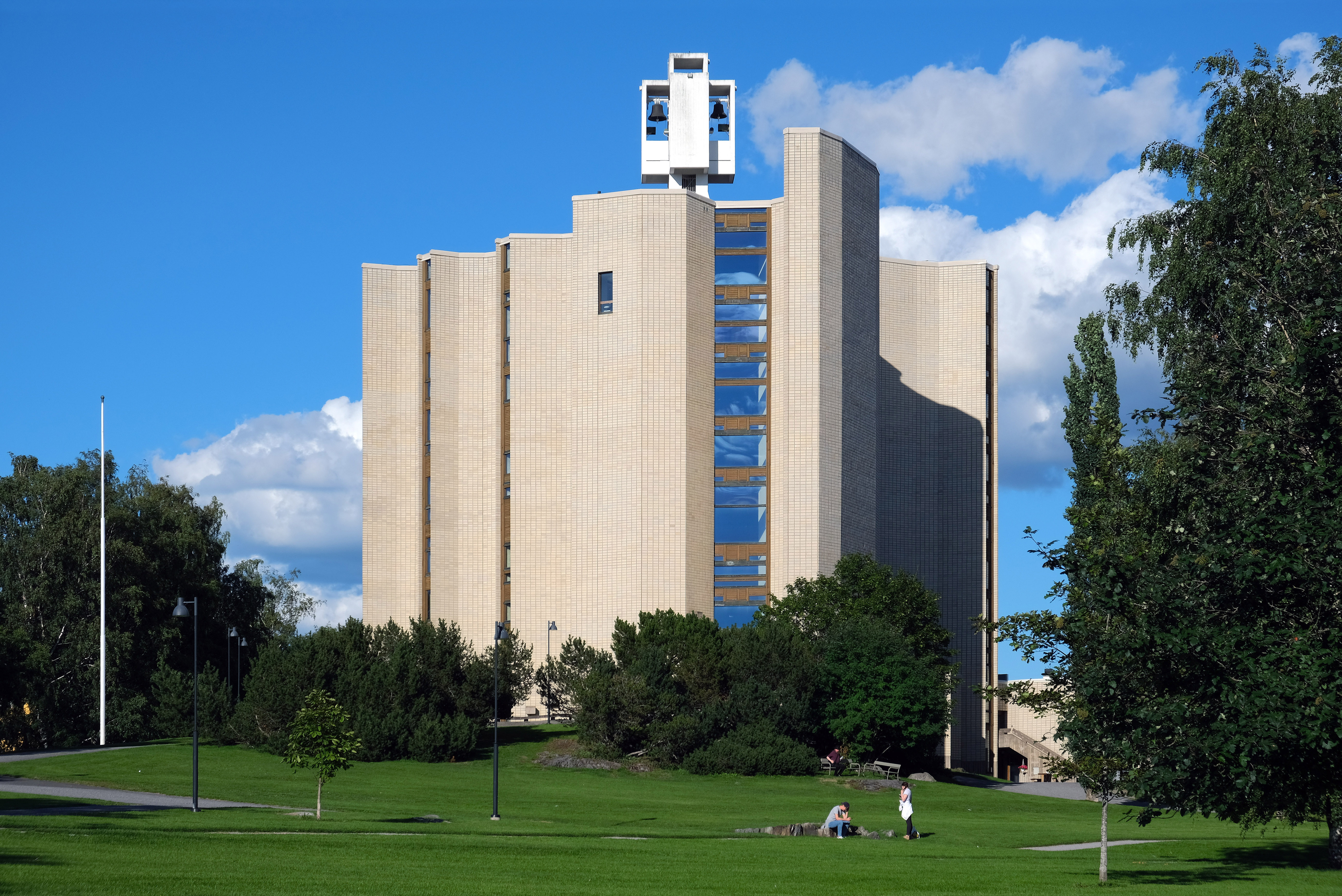
Kaleva-Kirche

Der Dom von Tampere (Tuomiokirkko) ist die Kathedrale des Bistums Tampere und wurde zwischen den Jahren 1902 und 1907 im Stil der finnischen Nationalromantik gebaut und ist ein blau-grauer Granitbau. Er befindet sich am Rande des Zentrums nördlich des Bahnhofs. Der asymmetrische Außenbau lässt die Kirche wie ein Zauberschloss aussehen. Das Altarfresko „Auferstehung“ ist ein Werk von Magnus Enckell, die übrigen Fresken sowie die bunten Fenster stammen von Hugo Simberg.
Älteren Datums ist die Alte Kirche (Vanha Kirkko). Die gelbe Holzkirche entstand 1824 im Empirestil. Der vier Jahre später hinzugefügte Glockenturm mit Einzeigeruhr geht auf Pläne von Carl Ludwig Engel zurück. Die Kirche steht am Zentralplatz (Keskustori).
Aus neuerer Zeit (1964 bis 1966) stammt die Kaleva-Kirche (Kalevan kirkko) im gleichnamigen Stadtteil Kaleva, die als Grundriss das alte christliche Symbol des Fisches hat. Der Betonbau wirkt von außen zwar nicht besonders einladend, jedoch beeindruckt der hohe und helle Innenraum.

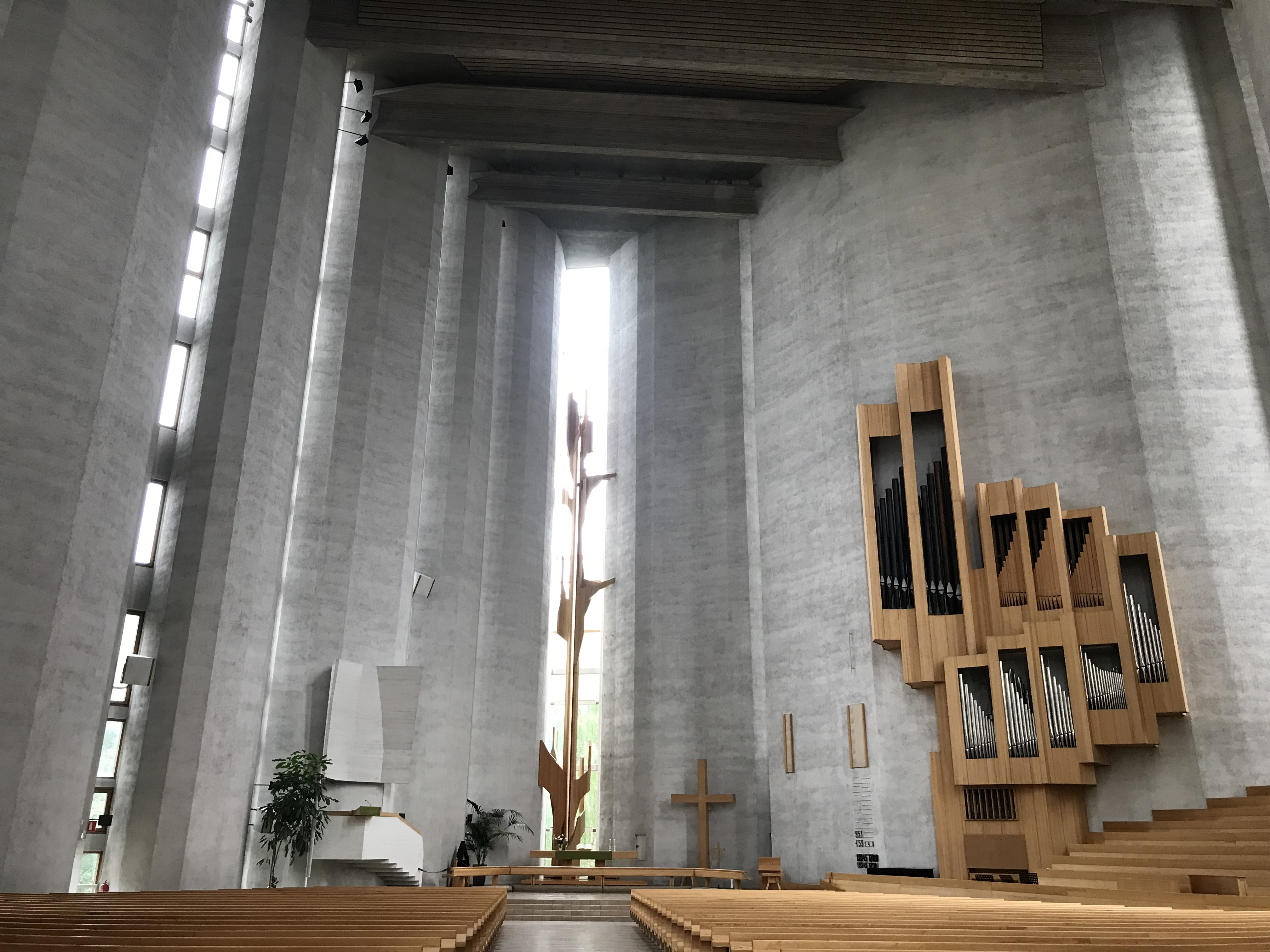
Kaleva-Kirche von innen

Der Friedhof Kalevankangas wurde 1880, der Friedhof Vatiala 1960 errichtet.

### Parks

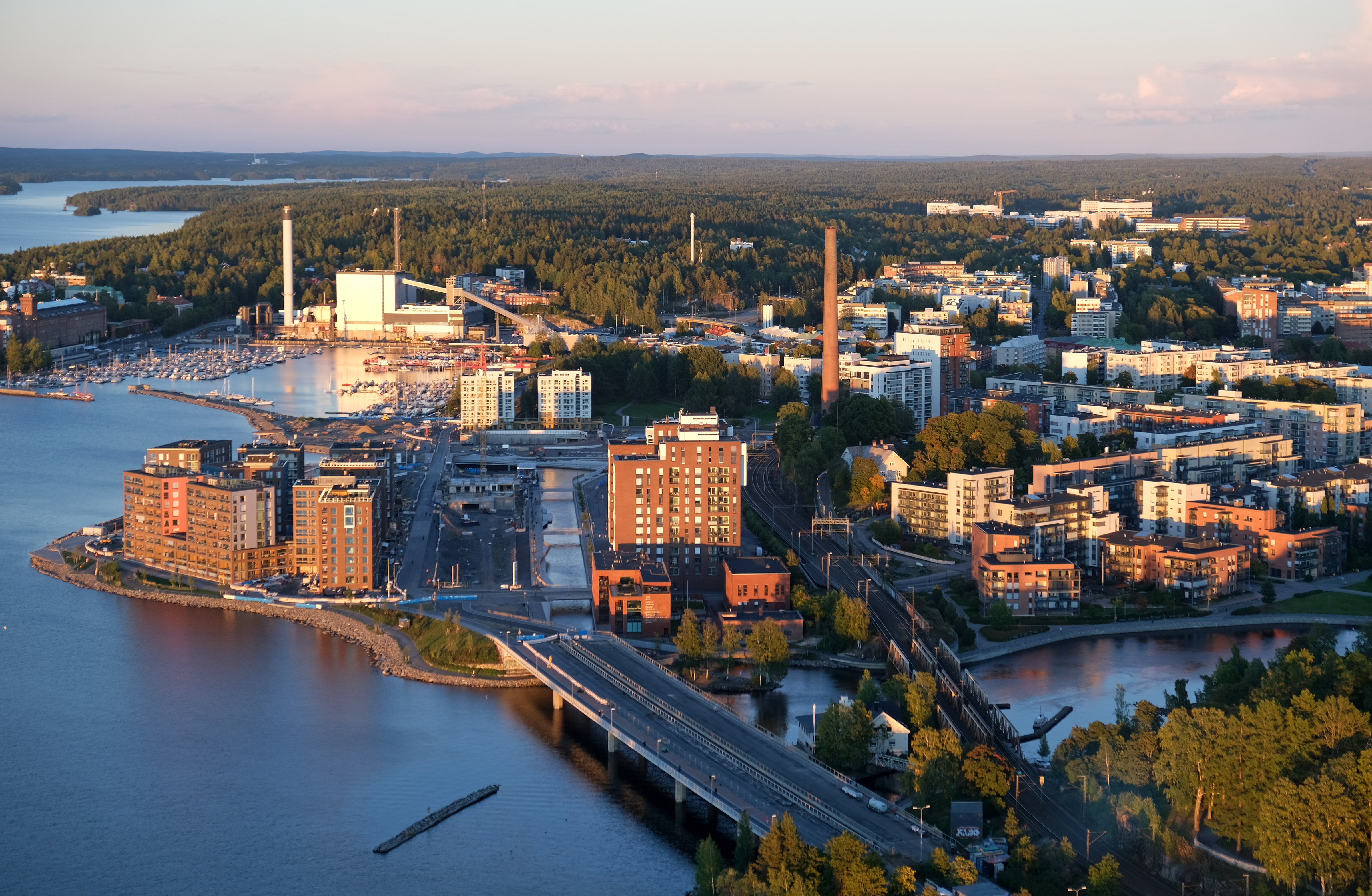
Ranta-Tampella

Größter Park der Stadt ist der Pyynikki-Park. Er befindet sich im gleichnamigen Stadtteil, im Süden des Pispala-Landrücken, und beherbergt den 30 Meter hohen Pyynikki-Aussichtsturm, der allerdings vom Näsinneula in den Schatten gestellt wird.
Eine Touristenattraktion ist der Särkänniemi-Park, der nicht nur über umfangreiche freizeitparkspezifische Einrichtungen verfügt, sondern auch ein Planetarium und einen 173 m hohen Turm mit Drehrestaurant (Näsinneula) beherbergt. Er steht auf dem Pispala-Landrücken, am Ufer des Näsijärvi. Früher gab es in dem Park ebenfalls ein Delfinarium, welches nun zu einem Indoor-Spielplatz umfunktioniert wurde.
Einen beliebten Treffpunkt stellen die Parks am linken und rechten Ufer des Tammerkoskis dar. Sie sind im Sommer mit roter Blumenpracht ausgeschmückt und bieten einen hervorragenden Blick auf den stattlichen Schornstein von 1870 sowie auf die heute noch teilweise als Wasserkraftwerke fungierenden Hallen der früheren Papierfabrik Frenckell.
Im Stadtteil Hatanpää, auf einem in den Pyhäjärvi hineinreichenden Landvorsprung, erstreckt sich ein elf Hektar großes Arboretum. Es besteht aus einer alten Parkanlage eines Gutshofs, einem Park mit etwa 500 Pflanzenarten sowie einem Steingarten. Auch ein Rosengarten, der seine volle Pracht im Spätsommer entfaltet, wurde angelegt.

### Sport

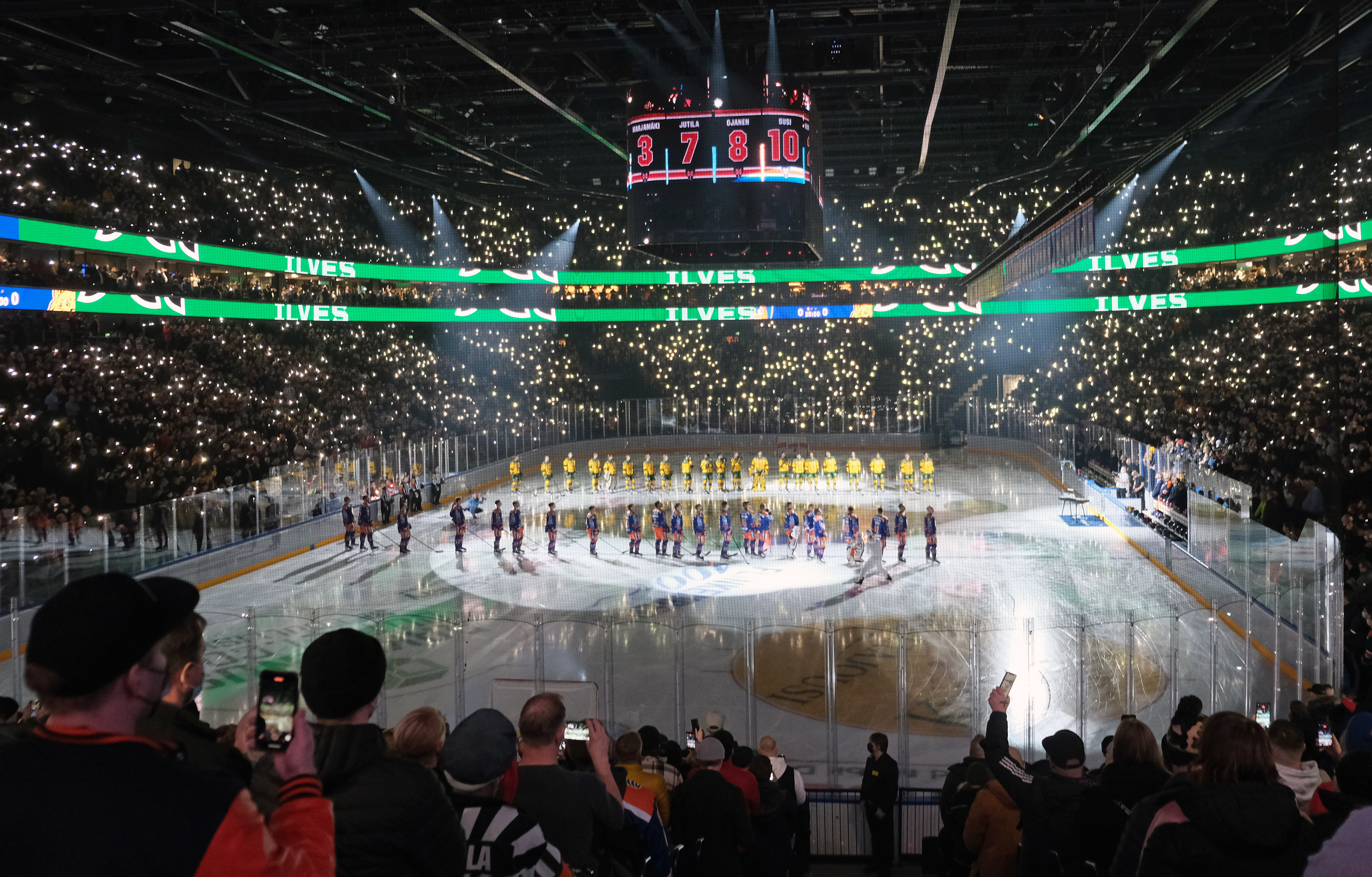
Erstes Spiel in der Nokia-areena am 3. Dezember 2021 zwischen Tappara und Ilves 3:6

Der Sport wird am stärksten durch die zwei Eishockeymannschaften Tappara und Ilves geprägt. Beide haben einen großen Einfluss auf die finnische Eishockeykultur. Sie gelten als die überhaupt erfolgreichsten Mannschaften in Finnland. Auch der Fußball braucht sein Licht nicht unter einen Scheffel zu stellen. So gewann das 1998 gegründete Tampere United in den Jahren 2001, 2006 und 2007 die finnische Veikkausliiga. Allerdings findet die Mannschaft international, wie alle übrigen Fußballmannschaften des Landes auch, nur wenig Beachtung. Sie spielt in dem Stadion hinter dem Busbahnhof, gegenüber dem Pyhäjärvi-Hafen. Weitere bedeutende Mannschaften sind die Zweitligisten Tampereen Pallo-Veikot, PP-70 Tampere und der ehemalige Meister Ilves-Kissat Tampere.
1967 trug Tampere gemeinsam mit Helsinki die Basketball-Europameisterschaft aus, und 1995 war die Stadt Austragungsort der Ruder-Weltmeisterschaften. In den Jahren 1979 und 2001 wurden in Tampere die Orientierungslauf-Weltmeisterschaften ausgetragen. Eine Bewerbung für die Olympischen Winterspiele 1976 blieb hingegen erfolglos.
In Tampere gibt es insgesamt zehn Strandbäder. Am nächsten zum Zentrum liegt das Strandbad am Näsijärvi-Ufer in Onkiniemi, unweit westlich des Särkenniemi-Vergnügungsparks, gefolgt von dem Strandbad am Sommertheater von Pyynikki. Es gibt vier Hallenbäder, davon eines in Hervanta.
Im Amateurboxen war Tampere bereits Austragungsort der Junioren-Europameisterschaft 1984, der Europameisterschaften 1981 und 2000, der Baltischen Meisterschaft 1990 und der 7. Weltmeisterschaft 1993. Zudem ist die Stadt jährlich Austragungsort des international stark besetzten Tammer-Turniers.
Der Floorball-Verein SC Classic ist sechsfacher finnischer Meister und viermaliger finnischer Pokalsieger. Darüber hinaus hat er 2019 den europäischen Champions Cup gewonnen, nachdem man 2016 und 2017 jeweils im Finale unterlag.
2008 war Tampere Gastgeber der Ringer-Europameisterschaften.
2009 hat Tampere das Europäische Olympische Winter-Jugendfestival organisiert.
Seit 2014 wird im Ratina-Stadion von Tampere der Speedway-Einzel-WM Grand Prix von Finnland ausgetragen.

### Regelmäßige Veranstaltungen
- Im März eines jeden Jahres findet das Tampere International Short Film Festival statt. Im April steht die Tampere Biennale, ein Festival mit moderner E-Musik auf dem Programm und im August wird ein Theaterfestival ausgerichtet. Das internationale Tampere Jazz Happening im November bildet einen weiteren Höhepunkt der kulturellen Aktivitäten der Stadt.

### Kulinarische Spezialitäten
Die bekannteste Spezialität in Tampere ist die Schwarzwurst (Mustamakkara), eine Grützwurst mit Blut, die heiß mit Preiselbeermarmelade gegessen wird. Man erhält sie warm u. a. in der Markthalle, am Hafen des Pyhäjärvi (Laukontori) oder auf dem Markt im Stadtteil Tammela (Tammelantori) sowie an der Wursttheke einiger größerer Supermärkte. Eine weitere lokale Spezialität ist auch das Hefebrot, im Tamperer Dialekt genannt „riävä“ (von finn. rievä).
Es gibt zwei Kleinstbrauereien: Die Gaststätte Plevna im Finlayson-Gelände und die Pyynikin käsityöläispansimo (wörtlich übersetzt ‚Pyynikkier Handwerksbrauerei‘), deren Biere in ausgewählten Gaststätten der Stadt erhältlich sind.

## Persönlichkeiten
Raimo Helminen – Väinö Linna – Matti Nykänen

## Söhne und Töchter der Stadt
- Minna Canth (1844–1897), Schriftstellerin und Frauenrechtlerin
- Emil Zilliacus (1878–1961), Poet, Schriftsteller, Literaturwissenschaftler und Übersetzer klassischer Literatur
- Ilmari Weneskoski (1882–1976), Geiger, Dirigent und Musikpädagoge
- Kaarlo Vasama (1885–1926), Turner
- Hugo Lahtinen (1891–1977), Leichtathlet
- Juho Saaristo (1891–1969), Speerwerfer
- Regina Kari (1892–1970), Schwimmerin
- Vilhelm Lindgrén (1895–1960), Schwimmer
- Vilho Tuulos (1895–1967), Dreispringer und Olympiasieger
- Reino Hallamaa (1899–1979), Offizier und Geheimdienstchef
- Yrjö Lindegren (1900–1952), Architekt
- Eva Brummer (1901–2007), Textilkünstlerin
- Asser Wallenius (1902–1971), Eisschnellläufer und Automobilrennfahrer
- Viljo Wiklund (1903–1971), Schwimmer
- Jaakko Friman (1904–1987), Eisschnellläufer
- Bertel Backman (1905–1981), Eisschnellläufer
- Matti Järvinen (1909–1985), Speerwerfer
- Anja Ignatius (1911–1995), Geigerin und Musikpädagogin
- Sakari Tuomioja (1911–1964), Politiker (VL)
- Jorma Ruissalo (1912–2006), Eisschnellläufer
- Ilmari Tapiovaara (1914–1999), Innenarchitekt und Designer
- Alexander Dordett (1916–1984), römisch-katholischer Geistlicher und Theologe, Professor für Kirchenrecht
- Pentti Lammio (1919–1999), Eisschnellläufer
- Väinö Linna (1920–1992), Schriftsteller
- Ele Alenius (1925–2022), Politiker
- Pentti Isotalo (1927–2021), Eishockeyspieler und -schiedsrichter
- Usko Meriläinen (1930–2004), Komponist und Dirigent
- Timo Penttilä (1931–2011), Architekt und Hochschullehrer
- Erkki Hytönen (1933–2020), Eishockeyspieler und -trainer
- Seela Sella (* 1936), Schauspielerin
- Pekka Salminen (1937–2024), Architekt
- Henrik Otto Donner (1939–2013), Komponist und Jazzmusiker
- Jouni Seistamo (1939–2022), Eishockeyspieler
- Keijo Tapiovaara (1939–2019), Eisschnellläufer
- Jaakko Kailajärvi (* 1941), Gewichtheber
- Matti Keinonen (1941–2021), Eishockeyspieler und -trainer
- Simo Rinne (1941–2015), Eisschnellläufer
- Tarmo Kunnas (* 1942), Literaturwissenschaftler, Essayist und philosophischer Schriftsteller
- Lasse Oksanen (* 1942), Eishockeyspieler und -trainer
- Leo Kinnunen (1943–2017), Autorennfahrer
- Kimmo Koskinen (* 1948), Eisschnellläufer
- Seppo Jokinen (* 1949), Autor
- Yrjö Rantanen (1950–2021), Schachspieler
- Rauno Korpi (* 1951), Eishockeytrainer
- Kaj Stenvall (* 1951), Künstler
- Päivi Aaltonen (* 1952), Bogenschützin
- Hannele Lauri (* 1952), Schauspielerin
- Martti Jarkko (* 1953), Eishockeyspieler
- Tim Grönlund (1954–2022), Kanute
- Antero Lehtonen (* 1954), Eishockeyspieler
- Jukka Porvari (* 1954), Eishockeyspieler
- Mikko Leinonen (* 1955), Eishockeyspieler
- Outi Borgenström (* 1956), Orientierungsläuferin
- Iro Haarla (* 1956), Jazzsängerin
- Erkki Lehtonen (* 1957), Eishockeyspieler
- Jari Kaarela (* 1958), Eishockeytorwart und -trainer
- Kari Ristanen (* 1958), Skilangläufer
- Anne Haanpää (* 1959), Eishockeyspielerin und Schiedsrichterin
- Ari Rasilainen (* 1959), Dirigent
- Rauli Sohlman (* 1959), Eishockeytorwart und -trainer
- Jyrki Seppä (* 1961), Eishockeyspieler
- Jari Grönstrand (* 1962), Eishockeyspieler und -trainer
- Ari Hjelm (* 1962), Fußballspieler und -trainer
- Jukka Tammi (* 1962), Eishockeytorwart
- Timo Jutila (* 1963), Eishockeyspieler
- Raimo Helminen (* 1964), Eishockeyspieler
- Sarianna Salminen (* 1964), Opernsängerin (Sopran) und Schauspielerin
- Ville Sirén (* 1964), Eishockeyspieler
- Päivi Virta (* 1964), Eishockeyspielerin
- Mikko Mäkelä (* 1965), Eishockeyspieler
- Jarmo Kekäläinen (* 1966), Eishockeyspieler und -funktionär
- Jyrki Lumme (* 1966), Eishockeyspieler
- Jari Multanen (* 1966), Eishockeyspieler
- Mika Nieminen (* 1966), Eishockeyspieler
- Marko Allen (* 1967), Eishockeyspieler und -trainer
- Marianne Ihalainen (* 1967), Eishockeyspielerin
- Kirsi Marie Liimatainen (* 1968), Filmregisseurin und Schauspielerin
- Teppo Numminen (* 1968), Eishockeyspieler und -trainer
- Anne Nurmi (* 1968), Musikerin und Mitglied der Band Lacrimosa
- Janne Ojanen (* 1968), Eishockeyspieler und -trainer
- Juha Jokela (* 1970), Dramatiker und Drehbuchautor
- Markus Oijennus (* 1970), Eishockeyspieler
- Jan Yrlund (* 1970), Gitarrist und Grafikdesigner
- Jussi Halla-aho (* 1971), Politiker (PS), Mitglied des Reichstags und Slavist, MdEP
- Tiina Lymi (* 1971), Schauspielerin, Filmregisseurin, Drehbuchautorin, Dramatikerin und Schriftstellerin
- Jarkko Tontti (* 1971), Dichter, Schriftsteller und Jurist
- Anna Falchi (* 1972), Filmschauspielerin und Fotomodell
- Minna Suoniemi (* 1972), Videokünstlerin
- Jarkko Varvio (* 1972), Eishockeyspieler
- Jarkko Wiss (* 1972), Fußballspieler und -trainer
- Antero Manninen (* 1973), Cellist
- Tiia Reima (* 1973), Eishockeyspielerin
- Anu Bradford (* 1975), Rechtswissenschaftlerin
- Toni Kuivasto (* 1975), Fußballspieler
- Marika Lehtimäki (* 1975), Eishockeyspielerin
- Toni Mäkiaho (* 1975), Eishockeyspieler
- Martti Järventie (* 1976), Eishockeyspieler
- Jussi Lehtonen (* 1977), Jazzmusiker (Schlagzeug, Komposition)
- Ville Nieminen (* 1977), Eishockeyspieler
- Jessica Julin (* 1978), Fußballspielerin
- Toni Kallio (* 1978), Fußballspieler
- Antti Nikkilä (* 1978), Basketballspieler
- Pasi Puistola (* 1978), Eishockeyspieler
- Mika Noronen (* 1979), Eishockeytorwart
- Timo Vuorensola (* 1979), Filmregisseur
- Tommi Evilä (* 1980), Leichtathlet
- Teemu Normio (* 1980), Eishockeyspieler
- Riikka Pulkkinen (* 1980), Schriftstellerin
- Juha Alén (* 1981), Eishockeyspieler
- Harri Kivistö (* 1981), Politiker (PP)
- Tuukka Mäntylä (* 1981), Eishockeyspieler
- Amanda Vähämäki (* 1981), Comiczeichnerin
- Jarkko Niemi (* 1982), Radrennfahrer
- Matthau Mikojan (* 1982), Rockmusiker
- Harri Vuorenpää (* 1982), Politiker
- Jonne Aaron (* 1983), Sänger und Songwriter
- Mikko Mäenpää (* 1983), Eishockeyspieler
- Jesse Niinimäki (* 1983), Eishockeyspieler
- Tero Järvenpää (* 1984), Leichtathlet
- Sanna Talonen (* 1984), Fußballspielerin
- Jukka Vastaranta (* 1984), Radrennfahrer
- Kai Kovaljeff (* 1985), Nordischer Kombinierer und Skispringer
- Mari Pehkonen (* 1985), Eishockeyspielerin
- Leena Puranen (* 1986), Fußballspielerin
- Venla Hovi (* 1987), Eishockeyspielerin
- Tommi Huhtala (* 1987), Eishockeyspieler
- Perttu Lindgren (* 1987), Eishockeyspieler
- Jonne Hjelm (* 1988), Fußballspieler
- Kiira Korpi (* 1988), Eiskunstläuferin
- Kaarlo Rantanen (* 1988), Fußballspieler
- Juha Metsola (* 1989), Eishockeytorwart
- Santeri Alatalo (* 1990), Eishockeyspieler
- Venla Niemi (* 1990), Orientierungsläuferin
- Jyrki Jokipakka (* 1991), Eishockeyspieler
- Ville Paumola (* 1991), Snowboarder
- Sami Aittokallio (* 1992), Eishockeytorwart
- Merika Enne (* 1992), Snowboarderin
- Lotta Harala (* 1992), Hürdenläuferin
- Micke Kontinen (* 1992), Tennisspieler
- Taru Lahti (* 1992), Volleyball- und Beachvolleyballspielerin
- Antti Ojansivu (* 1993), Skilangläufer
- Erika Vikman (* 1993), Sängerin
- Aleksander Barkov (* 1995), Eishockeyspieler
- Glen Kamara (* 1995), Fußballspieler
- Atte Mäkinen (* 1995), Eishockeyspieler
- Miia Sillman (* 1995), Siebenkämpferin
- Roope Hintz (* 1996), Eishockeyspieler
- Topi Raitanen (* 1996), Leichtathlet
- Patrik Niklas-Salminen (* 1997), Tennisspieler
- Jaakko Ranta (* 1997), Biathlet
- Jasin Assehnoun (* 1998), finnisch-marokkanischer Fußballspieler
- Patrik Laine (* 1998), Eishockeyspieler
- Vilma Itälinna (* 2003), Leichtathletin
- Saga Vanninen (* 2003), Siebenkämpferin
- Jere Haapalainen (* 2004), Hürdenläuferin
- Emmi Savenius (* 2006), Sprinterin